# R-1グランプリ
『R-1グランプリ』（アールワングランプリ）は吉本興業が主催するピン芸コンクール。通称「R-1」。2020年までの大会名は「R-1ぐらんぷり」。
番組は関西テレビ放送（カンテレ）が制作し、第3回からはフジテレビ系全国ネットで放送されている。第7回から第18回まではフジテレビとの共同制作。

## 概要
ピン芸で誰が一番おもしろいかを決める大会であり、同じ吉本主催の若手漫才師のコンクール・「M-1グランプリ」の成功に続く形で開催された。タイトルの「R」は本来落語を意味しており、第1回大会（2002年）は座布団の上でネタを披露することが決まりだったが、第2回からはその制限がなくなった。古典落語に限らず「とにかくおもしろいピン芸」であれば基本的に何でもありで、落語家、モノマネ芸人、漫談家・一人コント師だけでなく、普段はコンビ・グループで活動している芸人でも個人で参加出来る他、アマチュアも2019年・2020年を除き参加可能。
元々は若手ピン芸人に漫談の実力を発揮してもらおうという趣旨で行われる方針だったが、若手だけでなく芸歴の長い芸人にも門戸を開いた、原則的にオープンな大会となっている。2021年からは出場資格が変更され、プロは芸歴10年以内（11年目）、アマは大会への参加が10回目以内である者に限定された純然たる新人戦となっていたが、2024年からはこの制限が撤廃されることが発表された。
同じくお笑いの賞レースである「M-1」や後年開始した「キングオブコント」と比較すると、本大会の歴代優勝者・ファイナリストにはブレイクする者が少ないと指摘されることが多い。これは、ピン芸人が漫才師などと比べ構成・ボケ・ツッコミ等の役割を自分1人ですべてこなさなければならず、そのうえで分かりやすく笑えるものに仕上げなくてはならないという特殊な条件を抱えており、経歴や特技を芸風とする出場者が多いことも理由として挙げられている。髙比良くるま（令和ロマン）は「漫才師やコント師のような片方が相方に弄られて客に『笑われる』方向性と異なる、客を支配して『笑わせる』ピン芸人の芸というものがテレビとの適性が一致しておらず、テレビという笑われなければならない場所との相性が悪い」という趣旨の私見を述べている。
出場者の表記は番組内での表記に準ずるが、ピン芸人以外の出場者の中には、エントリー名にグループ名が併記されていない者がいる。番組内では補足としてグループ名を括弧内に入れて付け加える場合があるが、本項ではこれらの出場者に関してはグループ名を省略する。

## 変遷
- 第1回大会（2002年）は座布団の上でネタを披露することが決まりだったが、第2回大会（2004年）からその規定がなくなった。また、音響なども使用できるようになった。
- 第2回大会まではテレビ中継が関西ローカルで、優勝賞金は100万円だった。
  - 第1回大会は東京通信ネットワーク（TTNet）、第2回大会はパワードコムが冠スポンサーとなっており、第2回大会まではTTNet→パワードコムが運営していたコンテンツポータルサイト「Powerbroad」で決勝の動画ライブ配信を行っていた。
- 第3回大会（2005年）から全国中継になった。2月第3週土曜日に雨上がり決死隊司会で決勝が行われ、翌日2月第3週日曜日に16:05 - 17:20の75分枠に編集され、関西テレビ制作・フジテレビ系列全国27局ネットで放送。また、優勝賞金が一気に5倍の500万円まで大幅に増額された。
- 第6回大会（2008年）から決勝が全編生放送となる。
- 第7回大会（2009年）からフジテレビとの共同制作に切り替えられた。それに伴い決勝の放送時間がゴールデンタイムとなる。また、敗者復活戦となるサバイバルステージが導入された。本大会以降、決勝会場はフジテレビのスタジオとなっている。ただし、番組送出は東京・FCGビルからの映像を一旦大阪・カンテレ扇町スクエア内のマスターを経由してから全ネット局に送出している（かつての『SMAP×SMAP』の生放送時と同様）。なお、スタンドマイクは制作局である関西テレビの略称である「KTV→8 カンテレ」のロゴが入っているものを使用している。
  - これまで決勝枠だった2月第3日曜日をサバイバルステージに、決勝は2日後の火曜日に「カスペ!」枠を使って放送。
- 第9回大会（2011年）からサバイバルステージを廃止。該当の番組枠は2004年以前と同じく関西テレビ制作のドラマやバラエティの単発番組に戻る。また、この回から放送枠が固定でなくなる。
  - この回以降2020年まで決勝の進行をフジテレビのアナウンサーが務めることとなった。この回以前は主に関西テレビのアナウンサーが務めた。準決勝・敗者復活戦・関連番組の進行は以後も関西テレビのアナウンサーが務めている。
- 第11回大会（2013年）より優勝者へ副賞として関西テレビ制作・フジテレビ系列で放送される冠番組に出演する権利が付与されるようになった。（詳細は#優勝者特番へ）
- 第12回大会（2014年）から視聴者投票を開始。放送中にリモコンのdボタンを押すことでリアルタイムに審査へ参加できる。（詳細は#お茶の間(d)投票へ）
- 冠スポンサーだった東洋水産が第12回大会（2014年）にて撤退[5]。第14回大会（2016年）ではCygamesが、第19回大会（2021年）ではU-NEXT、第21回大会（2023年）ではコーエーテクモゲームス、第22大会（2024年）では明治プロビオヨーグルトR-1が冠スポンサーに付き、それ以外の回では冠スポンサーなしとなっている。
  - それぞれのスポンサーの副賞は、日産自動車からはセレナ、東洋水産からはマルちゃん正麺・赤いきつね・緑のたぬきそれぞれ1年分、Cygamesからはニューカレドニア旅行、U-NEXTからは10年間の無料会員権、コーエーテクモゲームスからは純金小判(52g)とお米100kg、明治プロビオヨーグルトR-1からは1年分の明治プロビオヨーグルトR-1と広告出演権。
- 第13回大会（2015年）から復活ステージとして敗者復活戦を再実施。YouTube・ニコニコ生放送・LINE LIVE・GYAO!等にてインターネット配信されることとなった。
  - 第19回大会（2021年）ではU-NEXTの冠スポンサー就任に伴い、それまで無料配信されていた敗者復活戦を動画配信サービス「U-NEXT」にて有料配信することになった。
- 番組マスコットキャラクターとR-1応援団が第13回大会（2015年）にて作られ、第15回大会（2017年）から番組マスコットキャラクターの名前を「マイクくん」に決定。
- 第17-18回大会（2019-20年）ではプロとアマが分けられ、アマチュア向けには、1分のネタ動画を募集し視聴者数で優勝者を決める「R-1アマチュア動画ぐらんぷり」が行われた[6]。
- 第18回大会（2020年）は新型コロナウイルスの影響により、敗者復活ステージと決勝を無観客で開催[7][8][9]。闇営業問題により活動停止した宮迫博之（雨上がり決死隊）に代わり、前年度王者の粗品（霜降り明星）が蛍原徹と共に司会を務めた。
  - 視聴者の配慮から2年ぶりにお茶の間(d)投票が復活した。また、それに加えTwitterのアンケート機能を使用したTwitter投票を初めて実施した。
- 第19回大会（2021年）から関西テレビの単独制作に戻った。さらに出場資格がエントリー時点で芸歴10年以内（11年目まで）に限定され、アマチュアの出場も再び可能となった。司会は蛍原徹（雨上がり決死隊）から霜降り明星・広瀬アリスへ交代が行われ、タイトルロゴも新しくなった。また、Creepy Nutsが手掛けた「バレる！」がテーマソングとして採用され、この回では出囃子等番組の要所に使用された。
  - また、出場資格を失った準決勝・決勝に進出経験のある芸歴11年以上の芸人による『R-1ぐらんぷりクラシック』が開催された。
- 第20回大会（2022年）から復活ステージが前日開催に変更。YouTubeにて生配信され、審査方法も作家などの特別審査員及び観客から、視聴者によるネット投票へと変更された。
- 第21回大会（2023年）から「笑いの生祭典コラボSP」と題し、『ENGEIグランドスラム』と連続して生放送されるようになった。
- 第22回大会（2024年）より、第19回大会から設けられていた出場資格の制限が撤廃され、芸歴11年以上の芸人も再び出場できるようになり[2]、タイトルロゴも併せて変更された。また、決勝の放送時間が過去最長の2時間24分に拡大した一方で、復活ステージが廃止された[10]。
- 第23回大会（2025年）では3回戦から準決勝までの敗退者のネタが公式YouTubeで公開された[11]。

### 制限時間
回によって予選の回数やネタの持ち時間が大きく異なっている。現行のものは太字で表記。
- 予選（2002年）→1回戦（2004年 - ）：5分（2002年）、3分（2004年 - 2006年）、2分（2007年 - ）
- 2回戦：3分（2004年 - 2008年）、2分（2009年 - ）
- 3回戦：3分（2009年 - 2020年、2025年）
- 準々決勝：3分（2017年 - 2023年）、4分（2024年 - ）
- 準決勝：10分（2002年）、5分（2004年）、4分（2005年 - 2011年、2024年 - ）、3分（2012年 - 2023年）
- サバイバルステージ：3分（2009年 - 2010年）
- 復活ステージ：3分（2015年 - 2023年）
- 決勝：10分（2002年）、5分（2004年）、4分（2005年 - 2011年、2024年 - ）、3分（2012年 - 2023年）

### 決勝出場枠の変遷
| 年   | 枠 | 内訳                                      |
| ---- | -- | ----------------------------------------- |
| 2002 | 12 | 準決勝通過者12人                          |
| 2004 | 8  | 準決勝通過者8人                           |
| 2005 | 8  | 準決勝通過者8人                           |
| 2006 | 8  | 準決勝通過者8人                           |
| 2007 | 8  | 準決勝通過者8人                           |
| 2008 | 8  | 準決勝通過者8人                           |
| 2009 | 10 | 準決勝通過者8人+サバイバルステージ上位2人 |
| 2010 | 9  | 準決勝通過者8人+サバイバルステージ勝者    |
| 2011 | 8  | 準決勝通過者8人                           |
| 2012 | 12 | 準決勝通過者12人                          |
| 2013 | 12 | 準決勝通過者12人                          |
| 2014 | 12 | 準決勝通過者12人                          |
| 2015 | 12 | 準決勝通過者9人+復活ステージ上位3人       |
| 2016 | 12 | 準決勝通過者9人+復活ステージ上位3人       |
| 2017 | 12 | 準決勝通過者9人+復活ステージ上位3人       |
| 2018 | 12 | 準決勝通過者10人+復活ステージ上位2人      |
| 2019 | 12 | 準決勝通過者10人+復活ステージ上位2人      |
| 2020 | 12 | 準決勝通過者11人+復活ステージ勝者         |
| 2021 | 10 | 準決勝通過者9人+復活ステージ勝者          |
| 2022 | 8  | 準決勝通過者7人+復活ステージ勝者          |
| 2023 | 8  | 準決勝通過者7人+復活ステージ勝者          |
| 2024 | 9  | 準決勝通過者9人                           |
| 2025 | 9  | 準決勝通過者9人                           |

## 予選
毎年開催年の前年12月から2月にかけて東京と大阪で予選が行われ、1回戦（2002年は予選）・2回戦（2004年 - ）・3回戦（2009 - 2020年、2025年）・準々決勝（2017年 - ）・準決勝へと進んでいく。
シード権の対象となる出場者は以下のように変遷している。
- 第2回（2004年） - 第9回（2011年）：前年度の準決勝進出者は1回戦免除。
- 第10回（2012年） - 第22回（2024年）：過去大会の準決勝進出者は1回戦免除。
- 第23回（2025年）：第18回（2020年）以降の準決勝進出者、前年度の準々決勝進出者は1回戦免除。

## 敗者復活戦

### サバイバルステージ
第7回（2009年）および第8回（2010年）に導入。決勝の2日前に開催され、その模様は決勝同様生中継で放送された。
出場者は準決勝敗退者のうち上位10人で、ネタの持ち時間は3分。審査方法は、会場の一般観客およびゲスト審査員計200人（持ち票は1人2票、1票10点）が出場者全員のネタ終了後面白かった芸人2人を選び（同じ出場者に1人で2票入れることはできない。また押し忘れは無効票となる）、スイッチを押す形式の投票で敗者復活者を決定した。
勝者は番組内で即座に発表。最下位から順に発表され、第7回（2009年）では上位2人、第8回（2010年）では上位1人のみが決勝に進出した。

#### 第7回（2009年）（サバイバルステージ）
ゲスト審査員は石田純一、南野陽子、IKKO、加藤晴彦、マリエ。
| 順位 | 名前 所属事務所                                     | キャッチコピー                              | 出番 | 得点  |
| ---- | --------------------------------------------------- | ------------------------------------------- | ---- | ----- |
| 1位  | 岸学 ケイダッシュステージ                           | あの海外ドラマのキャラで大人気!             | 6番  | 840点 |
| 2位  | 夙川アトム ASH&Dコーポレーション                    | うさん臭さに酔いしれろ!                     | 5番  | 630点 |
| 3位  | 鈴木つかさ よしもとクリエイティブ・エージェンシー   | 変幻自在のマニアックモノマネ                | 7番  | 590点 |
| 4位  | もう中学生 よしもとクリエイティブ・エージェンシー   | 舞台を中学生に染める!                       | 3番  | 580点 |
| 5位  | ヤナギブソン よしもとクリエイティブ・エージェンシー | 目指すは「ザ・プラン9」3人目のチャンピオン… | 10番 | 380点 |
| 6位  | ナオユキ 松竹芸能                                   | 42歳最年長芸人が貫禄を見せるか?             | 8番  | 240点 |
| 7位  | 三浦マイルド よしもとクリエイティブ・エージェンシー | base吉本最後の刺客                          | 1番  | 220点 |
| 8位  | くまだまさし よしもとクリエイティブ・エージェンシー | パパの勇姿をまぶたに刻め                    | 2番  | 180点 |
| 9位  | 友近 よしもとクリエイティブ・エージェンシー         | “R-1の女王”のプライドをかけて…              | 4番  | 160点 |
| 10位 | 天津木村 よしもとクリエイティブ・エージェンシー     | 決勝大会進出あると思います                  | 9番  | 140点 |

#### 第8回（2010年）（サバイバルステージ）
ゲスト審査員は渡辺徹、田丸麻紀、細川茂樹、辻希美、千秋。
| 順位 | 名前 所属事務所                                       | キャッチコピー               | 出番 | 得点   |
| ---- | ----------------------------------------------------- | ---------------------------- | ---- | ------ |
| 1位  | COWCOW山田與志 よしもとクリエイティブ・エージェンシー | 笑い仕掛けの癒し系アート     | 6番  | 1110点 |
| 2位  | 友近 よしもとクリエイティブ・エージェンシー           | 無冠のR-1女王                | 8番  | 730点  |
| 3位  | 田上よしえ プロダクション人力舎                       | ちょい毒アラフォー先生       | 7番  | 490点  |
| 4位  | アナログタロウ フリー                                 | 歌謡曲案内人                 | 9番  | 370点  |
| 5位  | ユリオカ超特Q トップ・カラー                          | 光り輝くピカピカ漫談         | 1番  | 360点  |
| 6位  | ゆってぃ プロダクション人力舎                         | めげないスーパーアイドル芸人 | 4番  | 250点  |
| 7位  | もう中学生 よしもとクリエイティブ・エージェンシー     | 笑顔の手作りダンボール       | 10番 | 190点  |
| 8位  | 中山功太 よしもとクリエイティブ・エージェンシー       | 2009年R-1王者                | 5番  | 180点  |
| 9位  | 今泉 ワタナベエンターテインメント                     | あふれ出す心の叫び           | 2番  | 170点  |
| 10位 | ナオユキ 松竹芸能                                     | 熟練のボヤき風来坊           | 3番  | 130点  |

### 復活ステージ
第13回（2015年）から第21回（2023年）で導入。準決勝敗退者全員が参加可能で、そこでの審査において上位数人だけが決勝に進むことができる。
第13回（2015年） - 第19回（2021年）では、特別審査員（作家・制作）と観客による投票で審査。第13回（2015年） - 第15回（2017年）では上位3人、第16回（2018年）・第17回（2019年）では上位2人、第18回（2020年）以降は上位1人のみが決勝に進出。勝者は各ブロックの開始直前に1人ずつ発表。第18回（2020年）・第19回（2021年）では上位5人がランキング形式で発表された。
第13回（2015年）ではYouTube、第14回（2016年）・第15回（2017年）ではニコニコ動画、第16回（2018年）・第18回（2020年）ではLINE LIVE、第17回（2019年）ではGYAO!、第19回（2021年）ではU-NEXTでライブ配信された。第18回（2020年）では大阪でも敗者復活ステージのパブリックビューイング（観客投票あり）を予定していたが中止となり、LINE LIVEでのライブ配信に変更された。また、著作権の関係で配信が行われなかった箇所があった（そのネタ中はMCのはりけ〜んずの映像が流れていた）。
第20回（2022年）・第21回（2023年）では決勝の前日に開催。審査方法は一般視聴者によるネタを見ての投票制で、投票数の最も多かった1人が進出する。復活ステージの模様は第20回（2022年）ではYouTube公式チャンネル、第21回（2023年）ではTVerでライブ生配信が行われる。また結果発表は、第20回（2022年）では決勝当日の朝に公式Twitter並びに公式サイトで、第21回（2023年）では決勝当日の夕方に放送される決勝直前番組内並びに公式SNSにて決勝進出者のみが発表される。
| 回               | 決勝進出者     | 決勝進出者        | 決勝進出者       |
| 回               | 1位            | 2位               | 3位              |
| ---------------- | -------------- | ----------------- | ---------------- |
| 第13回（2015年） | ヒューマン中村 | マツモトクラブ    | COWCOW善し       |
| 第14回（2016年） | マツモトクラブ | ルシファー吉岡    | サンシャイン池崎 |
| 第15回（2017年） | おいでやす小田 | 紺野ぶるま        | サンシャイン池崎 |
| 第16回（2018年） | マツモトクラブ | 霜降り明星 せいや |                  |
| 第17回（2019年） | 岡野陽一       | マツモトクラブ    |                  |
| 第18回（2020年） | 大谷健太       |                   |                  |
| 第19回（2021年） | マツモトクラブ |                   |                  |
| 第20回（2022年） | Yes!アキト     |                   |                  |
| 第21回（2023年） | こたけ正義感   |                   |                  |

## 決勝
2・3月（第1回（2002年）のみ10月）に決勝大会が開催され、第6回（2008年）以降ではテレビ生放送（フジテレビ系全国ネット）が行われる。決勝の放送枠は回によって異なり、第7回（2009年）から第16回（2018年）までは火曜日に設定されることが多かったが、第17回（2019年）から第20回（2022年）までは日曜日、第21回（2023年）からは土曜日に放送される。
決勝はゴールデンタイムでの放送となった第7回（2009年）以降、基本的にフジテレビV4スタジオで行われる。第1回（2002年）・第2回（2004年）ではなんばグランド花月、第3回（2005年）・第4回（2006年）では東京メディアシティ内レモンスタジオ、第5回（2007年）・第6回（2008年）では関西テレビ内なんでもアリーナ、第19回（2021年）ではCOOL JAPAN PARK OSAKA内WWホールで行われた。

### 審査方式
年によって決勝に進出する人数や、審査方式が大きく異なっている。
第1回（2002年）・第2回（2004年）
第1回では12人、第2回では8人による一発勝負。審査員の協議により、優勝者のみを発表。

第3回（2005年） - 第6回（2008年）
8人による一発勝負。5人の審査員が1人100点の持ち点、計500点で審査する。最後の結果発表で初めて合計得点と順位が発表される。
第4回からは決勝出場者が芸を披露した直後に司会者が審査員のうち1人を指名し、その審査員の点数のみが公表される。第6回では結果発表後に全審査員の点数が公表された。

第7回（2009年）
サバイバルステージを勝ち抜いた2人を加えた10人による一発勝負。7人の審査員が1人100点の持ち点、計700点で審査する。出場者が芸を披露した直後に全ての審査員の点数を公表し、2位以下が確定した時点で敗退が決定する。

第8回（2010年）
サバイバルステージを勝ち抜いた1人を加えた9人による総当たり戦。1回戦は7人の審査員が1人100点の持ち点、計700点で審査する。得点上位3人がファイナルステージに進出し、3位通過→2位通過→1位通過の順番で改めてネタを披露する。その後審査員が投票を行い、最多得票を得た出場者が優勝。
『M-1グランプリ』と同様の審査方法だが、サバイバルステージの勝者はネタ順が1番目に、ファイナルステージのネタ順は順位が低い順に自動的に割り振られる。

第9回（2011年）
8人による1対1のトーナメント。審査員は7人で、1回戦と準決勝の持ち点は1人3点ずつの計21点。出場者2人がネタを披露した後、審査員は持ち点を3-0もしくは2-1のどちらかで振り分けるか判断する。過半数（11点以上）の得票を獲得した出場者が勝ち抜け。決勝のみ1人1票の指名投票制で優勝者を決定する。
フジテレビ制作で定期的に放送されている特別番組『爆笑そっくりものまね紅白歌合戦スペシャル』『歌がうまい王座決定戦スペシャル』や、過去に放送された『ものまね王座決定戦』（2000年10月放送回）に非常に近い審査方法といえる（ただし細部には若干の違いが見られる）。

第10回（2012年） - 第18回（2020年）
12人によるブロックトーナメント。3つあるブロックごとに4人が出場する。各審査員は持ち点3点をその面白さに応じて4人に振り分け、最多得点の1人が勝者となる。各ブロックの勝者計3人がファイナルステージに進出。ブロック順に改めてネタを披露し、審査員の指名投票により優勝者を決定する。人数の増加に伴い、ネタ時間は3分に変更。
第10回・第11回では審査員7人で計21点。第10回大会のファイナルステージでは7票が3-3-1に割れたため、3位の者に投票した1人による再投票で優勝者を決定した。この票の割れ方は同様の最終審査方法をとったM-1やR-1の第8回でも起こったことはなかった。
第12回では視聴者審査「お茶の間(d)投票」が加わった。ブロック予選におけるお茶の間(d)投票の持ち点は3点で、1位に2点、2位に1点が振り分けられる。このため、最高点はブロック予選が23点、ファイナルステージが8票となる。
第13回 - 第16回では審査員が5人となった他、ブロック予選に「ファーストステージ」の名称が付いた。また、お茶の間(d)投票の持ち点が6点となり、1位に3点、2位に2点、3位に1点が振り分けられるようになった。これにより、最高点が18点となった。さらにファイナルステージでも一人一票制から、ブロック戦と同様の審査方法に変更された。最多得点が並んだ際は「お茶の間(d)投票」の結果を優先する。
第13回からは復活ステージを勝ち抜いた数人を加えて行う。復活ステージ勝者のネタ順は、3位通過（第15回まで）はAブロック、2位通過（第17回まで）はBブロック、1位通過はCブロックの4番目で固定される。
第17回では「お茶の間(d)投票」が廃止され、審査員が6人に増加した（最高点は18点のまま）。最多得点が並んだ際は「投票した審査員の数」で比較し、多かった方の勝利となる。
第18回では「お茶の間(d)投票」が復活し、「R-1Twitter投票」が新設された。このため、最高点は24点となる。最多得点が並んだ際は「お茶の間(d)投票」と「R-1Twitter投票」の合計点が最も高い方の勝利となる。

第19回（2021年）
復活ステージを勝ち抜いた1人を加えた10人による総当たり戦。7人の審査員が1人100点の持ち点、計700点で審査する。加えて昨年に引き続き「R-1Twitter投票」を採用し、『爆笑！（＋5点）』・『おもしろい！（＋3点）』・『いいね！（＋1点）』の3択により、最も多く選ばれた選択肢が点数に加算される。これらの合計得点（705点満点）の上位3人がファイナルステージに進出、3位通過→2位通過→1位通過の順番で改めてネタを披露し、ファーストステージと同様の審査方式で優勝者を決める。

第20回（2022年）・第21回（2023年）
復活ステージを勝ち抜いた1人を加えた8人による総当たり戦。視聴者投票が廃止され、ファーストステージでは5人の審査員が1人100点の持ち点、計500点で審査し、上位2人がファイナルステージに進出する。ファイナルステージでは、ファーストステージの出番が早かった方からネタを披露し、より多くの審査員から票を獲得した方が優勝となる。

第22回（2024年）以降
9人による総当たり戦（復活ステージはなし）。第20回（2022年）・第21回（2023年）と同様の審査方法だが、ファイナルステージ進出枠が上位3人に拡大、第23回（2025年）からは審査員も7人に増員されている。ファイナルステージでは3位通過→2位通過→1位通過の順番でネタを披露する。

#### 視聴者投票
第12回から第16回までと、第18回、第19回で実施された。ブロックトーナメント制では、視聴者投票を含めた総得票数が同点の場合、視聴者投票の上位が勝者となる。
影響
- 第13回
  - Cブロックにて、やまもとまさみとじゅんいちダビッドソンは審査員票で同点(7-7)だったが、「お茶の間(d)投票」の差(0-2)によりじゅんいちダビッドソンがファイナルステージに勝ち上がった。
- 第15回
  - Aブロックにて、三浦マイルドとサンシャイン池崎は審査員票で同点(7-7)だったが、「お茶の間(d)投票」の差(1-3)によりサンシャイン池崎がファイナルステージに勝ち上がった。
- 第16回
  - Bブロックにて、チョコレートプラネット長田とゆりやんレトリィバァは審査員票で(8-7)だったが、「お茶の間(d)投票」を加えると同点(10-10)となり、その差(2-3)によってゆりやんレトリィバァがファイナルステージに勝ち上がった。
  - Cブロックにて、濱田祐太郎とマツモトクラブは審査員票で(5-6)だったが、「お茶の間(d)投票」を加えると同点(8-8)となり、その差(3-2)により濱田祐太郎がファイナルステージに勝ち上がった。
- 第18回
  - Bブロックにて、すゑひろがりず南條、パーパーほしのディスコ、ななまがり森下の得点が同点(9-9-9)となり、「お茶の間(d)投票」と「R-1Twitter投票」の合計点の差(6-4-1)により、すゑひろがりず南條がファイナルステージに勝ち上がった。

得票率
| ベスト             | ベスト                                           | ベスト                         | ワースト         | ワースト                               | ワースト                                      |
| 得票率             | 名前                                             | 回                             | 得票率           | 名前                                   | 回                                            |
| 決勝トーナメント   | 決勝トーナメント                                 | 決勝トーナメント               | 決勝トーナメント | 決勝トーナメント                       | 決勝トーナメント                              |
| ------------------ | ------------------------------------------------ | ------------------------------ | ---------------- | -------------------------------------- | --------------------------------------------- |
| 53%                | マヂカルラブリー野田クリスタルすゑひろがりず南條 | 第18回Aブロック第18回Bブロック | 4％              | レイザーラモンRG                       | 第15回Aブロック                               |
| 49%                | スギちゃん                                       | 第12回Aブロック                | 6％              | ルシファー吉岡                         | 第16回Aブロック                               |
| 48%                | マツモトクラブサンシャイン池崎                   | 第13回Bブロック第15回Aブロック | 7％              | マツモトクラブ紺野ぶるまおいでやす小田 | 第15回Cブロック第16回Cブロック第18回Cブロック |
| ファイナルステージ |                                                  |                                |                  |                                        |                                               |
| 67%                | 濱田祐太郎                                       | 第16回                         | 10%              | 石出奈々子                             | 第15回                                        |
| 62%                | やまもとまさみ                                   | 第12回                         | 13%              | 馬と魚                                 | 第12回                                        |
| 60%                | アキラ100%                                       | 第15回                         | 15%              | ゆりやんレトリィバァ                   | 第13回                                        |

#### ネタ順番の決定方法
- 第8回（2010年）まで・第20回（2022年）以降：引いた数字がそのままネタ順となる。
  - サバイバルステージ勝者は、第7回（2009年）では1番目および2番目（正規の決勝出場者とは別に抽選で決定）、第8回（2010年）では1番目で固定。
  - 第20回（2022年）・第21回（2023年）では、復活ステージ勝者のネタ順も抽選され、余った数字をMCが引いて発表した。
  - 第22回（2024年）では、吉住がドラマ撮影のため欠席となったため、余った数字をMCが引いて発表した。
- 第9回（2011年） - 第19回（2021年）：小さい数字を引いた方からネタ順を自ら選択する。したがって抽選結果によってはネタ順や対戦相手をある程度任意に選択することができる。
  - 第13回（2015年）から第18回（2020年）までの復活ステージ勝者は、3位はAブロック、2位はBブロック、1位はCブロックの最後（各ブロック4人目）となる。
  - 第19回（2021年）の復活ステージ勝者は、残った出番に自動的に決定。
- ファイナルステージのネタ順は再抽選を行わず、自動的に以下の通りに決められる。
  - 第8回・第19回・第22回以降：ファーストステージの得点3位通過→2位通過→1位通過の順にネタを披露。
  - 第9回：トーナメント表の左側→右側の順にネタを披露。
  - 第10 - 18回：Aブロック勝者→Bブロック勝者→Cブロック勝者の順にネタを披露。
  - 第20回・第21回：順位に関係なく、ファーストステージの出番が早かった方→遅かった方の順にネタを披露。

## 出演者
- 過去には当大会開催時点で放送中のフジテレビ火曜9時枠の連続ドラマおよび関西テレビ制作・火曜夜10時枠の連続ドラマの出演俳優及び女優が、自身の出演ドラマの告知も兼ねて観覧ゲストに名を連ねていることがあった。

### 司会
| 回 | 年     | 芸人・タレント            | アナウンサー |
| -- | ------ | ------------------------- | ------------ |
| 1  | 2002年 | なるみ                    | 山本浩之     |
| 2  | 2004年 | 雨上がり決死隊            | 関純子       |
| 3  | 2005年 | 雨上がり決死隊 石川亜沙美 |              |
| 4  | 2006年 | 雨上がり決死隊            | 村西利恵     |
| 5  | 2007年 | 雨上がり決死隊 ほしのあき |              |
| 6  | 2008年 | 雨上がり決死隊 優香       |              |
| 7  | 2009年 | 雨上がり決死隊 優香       |              |
| 8  | 2010年 | 雨上がり決死隊 優香       |              |
| 9  | 2011年 | 雨上がり決死隊            | 加藤綾子     |
| 10 | 2012年 | 雨上がり決死隊            | 加藤綾子     |
| 11 | 2013年 | 雨上がり決死隊            | 加藤綾子     |
| 12 | 2014年 | 雨上がり決死隊            | 加藤綾子     |
| 13 | 2015年 | 雨上がり決死隊            | 加藤綾子     |
| 14 | 2016年 | 雨上がり決死隊            | 加藤綾子     |
| 15 | 2017年 | 雨上がり決死隊            | 加藤綾子     |
| 16 | 2018年 | 雨上がり決死隊            | 宮司愛海     |
| 17 | 2019年 | 雨上がり決死隊            | 三田友梨佳   |
| 18 | 2020年 | 蛍原徹 粗品               | 三田友梨佳   |
| 19 | 2021年 | 霜降り明星 広瀬アリス     |              |
| 20 | 2022年 | 霜降り明星 広瀬アリス     |              |
| 21 | 2023年 | 霜降り明星 広瀬アリス     |              |
| 22 | 2024年 | 霜降り明星 広瀬アリス     |              |
| 23 | 2025年 | 霜降り明星 広瀬アリス     |              |

### 審査員
| 回 | 審査員          | 審査員       | 審査員       | 審査員         | 審査員                 | 審査員          | 審査員                 | 審査員          |
| -- | --------------- | ------------ | ------------ | -------------- | ---------------------- | --------------- | ---------------------- | --------------- |
| 1  | 森末慎二        | 浜村淳       | 萩原芳樹     | 元木すみお     | 上沼真平               |                 |                        |                 |
| 2  | 渡辺正行        | 大平サブロー | ダンカン     | 大林素子       | 上沼真平               |                 |                        |                 |
| 3  | 間寛平          | ダンカン     | 大竹まこと   | 伊東四朗       | 月亭八方               |                 |                        |                 |
| 4  | 伊東四朗        | 大平サブロー | ダンカン     | 間寛平         | 林家正蔵               |                 |                        |                 |
| 5  | 桂三枝          | 高田純次     | ダンカン     | 大平サブロー   | 間寛平                 |                 |                        |                 |
| 6  | 月亭八方        | 高田純次     | ダンカン     | 大平サブロー   | 間寛平                 |                 |                        |                 |
| 7  | 桂三枝 ↓ 桂文枝 | 関根勤       | 大平サブロー | 清水ミチコ     | ラサール石井           | 江川達也        | 堺正章                 |                 |
| 8  | 桂三枝 ↓ 桂文枝 | 高田純次     | 大平サブロー | 清水ミチコ     | ラサール石井           | 板尾創路        | 伊東四朗               |                 |
| 9  | 桂三枝 ↓ 桂文枝 | ラサール石井 | 大平サブロー | 清水ミチコ     | 勝俣州和               | 板尾創路        | 秋元康                 |                 |
| 10 | 桂三枝 ↓ 桂文枝 | 関根勤       | 天野ひろゆき | 木村祐一       | ラサール石井           | 板尾創路        | 高田純次               |                 |
| 11 | 桂三枝 ↓ 桂文枝 | 関根勤       | 勝俣州和     | 木村祐一       | ラサール石井           | 板尾創路        | 高田純次               |                 |
| 12 | 桂三枝 ↓ 桂文枝 | 関根勤       | 天野ひろゆき | 清水ミチコ     | 木村祐一               | ラサール石井    | 板尾創路               | お茶の間(d)投票 |
| 13 | 桂三枝 ↓ 桂文枝 | 関根勤       | 天野ひろゆき | 勝俣州和       | 板尾創路               | お茶の間(d)投票 |                        |                 |
| 14 | 関根勤          | ヒロミ       | 清水ミチコ   | 板尾創路       | 間寛平                 | お茶の間(d)投票 |                        |                 |
| 15 | 桂文枝          | 関根勤       | 清水ミチコ   | ヒロミ         | 板尾創路               | お茶の間(d)投票 |                        |                 |
| 16 | 桂文枝          | 関根勤       | 久本雅美     | 陣内智則       | ヒロミ                 | お茶の間(d)投票 |                        |                 |
| 17 | 桂文枝          | 関根勤       | 久本雅美     | 陣内智則       | 友近                   | 渡辺正行        |                        |                 |
| 18 | 桂文枝          | 関根勤       | 久本雅美     | 陣内智則       | 友近                   | 勝俣州和        | お茶の間(d)投票        | R-1Twitter投票  |
| 19 | 陣内智則        | 友近         | ホリ         | 古坂大魔王     | 野田クリスタル         | 川島明          | ハリウッドザコシショウ | R-1Twitter投票  |
| 20 | 陣内智則        | バカリズム   | 小籔千豊     | 野田クリスタル | ハリウッドザコシショウ |                 |                        |                 |
| 21 | 陣内智則        | バカリズム   | 小籔千豊     | 野田クリスタル | ハリウッドザコシショウ |                 |                        |                 |
| 22 | 陣内智則        | バカリズム   | 小籔千豊     | 野田クリスタル | ハリウッドザコシショウ |                 |                        |                 |
| 23 | 陣内智則        | バカリズム   | 友近         | 小籔千豊       | 野田クリスタル         | 佐久間一行      | ハリウッドザコシショウ |                 |

### 決勝裏実況
第14回（2016年） - 第17回（2019年）および第19回（2021年） - 第22回（2024年）にて行われ、動画配信サービスで生配信された。
| 回           | タイトル                | 芸人                                                                    | アナウンサー・タレント     | 配信媒体       |
| ------------ | ----------------------- | ----------------------------------------------------------------------- | -------------------------- | -------------- |
| 14（2016年） | 決勝ウラ実況SP          | じゅんいちダビッドソン                                                  | 竹上萌奈 竹﨑由佳          | ニコニコ生放送 |
| 15（2017年） | 決勝ウラ実況SP          | ハリウッドザコシショウ                                                  | 竹上萌奈 竹﨑由佳 服部優陽 | ニコニコ生放送 |
| 16（2018年） | 決勝ウラ実況            | COWCOW                                                                  |                            | LINE LIVE      |
| 17（2019年） | R-1見ながら裏生トーク   | カジサック                                                              | 谷元星奈                   | GYAO!          |
| 19（2021年） | RGのR-1裏生あるある実況 | レイザーラモンRG 浅越ゴエ                                               | 谷元星奈                   | U-NEXT         |
| 20（2022年） | 決勝 裏生実況           | おいでやすこが ゆりやんレトリィバァ                                     | 渋谷凪咲                   | YouTube        |
| 21（2023年） | 決勝 裏生実況           | おいでやす小田 お見送り芸人しんいち ZAZY ビスケットブラザーズ           | 渋谷凪咲                   | TVer           |
| 22（2024年） | 決勝 裏生実況           | 浅越ゴエ ゆりやんレトリィバァ 田津原理音 見取り図 紅しょうが ヤーレンズ |                            | YouTube        |

## 歴代優勝者
- 大会期間の最終日が決勝開催日。決勝放送日が省略されている場合は大会最終日に放送。

| 回 | 大会期間 （決勝放送日）                          | 名前 所属事務所（当時）                                | 決勝進出歴            | エントリー数 |
| -- | ------------------------------------------------ | ------------------------------------------------------ | --------------------- | ------------ |
| 1  | 2002年8月10日 - 2002年10月6日 （2002年10月14日） | だいたひかる フリー                                    | -                     | 351人        |
| 2  | 2004年1月17日 - 2004年3月6日 （2004年3月14日）   | 浅越ゴエ 吉本興業                                      | 2年連続               | 609人        |
| 3  | 2005年1月8日 - 2005年2月19日 （2005年2月20日）   | ほっしゃん。 吉本興業                                  | 初進出 （ノーシード） | 1239人       |
| 4  | 2006年1月7日 - 2006年2月18日 （2006年2月19日）   | 博多華丸 吉本興業                                      | 初進出 （ノーシード） | 1761人       |
| 5  | 2007年1月6日 - 2007年2月18日                     | なだぎ武 吉本興業                                      | 初進出                | 2183人       |
| 6  | 2008年1月5日 - 2008年2月17日                     | なだぎ武 よしもとクリエイティブ・エージェンシー        | 2年連続 2回目         | 2731人       |
| 7  | 2008年12月25日 - 2009年2月17日                   | 中山功太 よしもとクリエイティブ・エージェンシー        | 2年連続 4回目         | 3400人       |
| 8  | 2009年12月25日 - 2010年2月23日                   | あべこうじ よしもとクリエイティブ・エージェンシー      | 3年連続 6回目         | 3539人       |
| 9  | 2010年12月17日 - 2011年2月11日                   | 佐久間一行 よしもとクリエイティブ・エージェンシー      | 初進出 （ノーシード） | 3572人       |
| 10 | 2011年12月30日 - 2012年3月20日                   | COWCOW 多田 よしもとクリエイティブ・エージェンシー     | 初進出                | 3612人       |
| 11 | 2012年12月24日 - 2013年2月12日                   | 三浦マイルド よしもとクリエイティブ・エージェンシー    | 初進出                | 3684人       |
| 12 | 2013年12月24日 - 2014年3月4日                    | やまもとまさみ 佐藤企画                                | 7年ぶり 2回目         | 3715人       |
| 13 | 2014年12月24日 - 2015年2月10日                   | じゅんいちダビッドソン アミー・パーク                  | 2年連続 2回目         | 3751人       |
| 14 | 2016年1月4日 - 2016年3月6日                      | ハリウッドザコシショウ SMA                             | 初進出 （ノーシード） | 3786人       |
| 15 | 2016年12月27日 - 2017年2月28日                   | アキラ100% SMA                                         | 初進出                | 3792人       |
| 16 | 2017年12月26日 - 2018年3月6日                    | 濱田祐太郎 よしもとクリエイティブ・エージェンシー      | 初進出                | 3795人       |
| 17 | 2018年12月29日 - 2019年3月10日                   | 霜降り明星 粗品 よしもとクリエイティブ・エージェンシー | 2年連続 2回目         | 2542人       |
| 18 | 2019年11月28日 - 2020年3月8日                    | マヂカルラブリー野田クリスタル 吉本興業                | 初進出 （ノーシード） | 2532人       |
| 19 | 2020年12月27日 - 2021年3月7日                    | ゆりやんレトリィバァ 吉本興業                          | 3年ぶり 5回目         | 2746人       |
| 20 | 2021年12月26日 - 2022年3月6日                    | お見送り芸人しんいち グレープカンパニー                | 初進出                | 3199人       |
| 21 | 2022年12月26日 - 2023年3月4日                    | 田津原理音 吉本興業                                    | 初進出                | 3537人       |
| 22 | 2023年12月26日 - 2024年3月9日                    | 街裏ぴんく トゥインクル・コーポレーション              | 初進出                | 5457人       |
| 23 | 2024年11月1日 - 2025年3月8日                     | 友田オレ GATE                                          | 初進出                | 5511人       |

## 歴代決勝結果
| 金背景   | 1位通過、優勝      |
| 銀背景   | 2位通過            |
| 銅背景   | 3位通過            |
| 赤文字   | 審査員別の最高評点 |
| 青文字   | 審査員別の最低評点 |
| 赤太文字 | 全体の最高評点     |
| 青太文字 | 全体の最低評点     |
| 黒太文字 | 決め手             |

- 第1回、第2回は順位が発表されなかったため、優勝者および放送後に判明した第2回の2位を除いてネタ順で記載。
- 第4回、第5回の得点欄の括弧内は、ネタ終了後に公開された点数と、その点数を付けた審査員。
- 第6回以降の採点制において同点が発生した場合は、順位に差をつけず[注 15]、出番順に記載する。
- ブロックトーナメント制の第10回 - 第18回はファイナルステージ進出者のみを順位づけする。同点の場合は、第10回 - 第12回では同順位、第13回 - 第18回では視聴者票の多い方を上位とする。
- 第10回 - 第12回のブロック予選、第13回 - 第18回のファーストステージ敗退者は、ブロック、得点、視聴者票、出番の順に優先して記載。
- 所属事務所は出場当時[注 12]。
- 復活ステージ勝者は個別のキャッチコピーが無いため、「（復活ステージ○位）」と表記する。
- 表の矢印部分をクリックすると、昇順、降順、元の順の順番で並び替わる。

### 第1回（2002年）
| 成績 | 名前 所属事務所              | 出番 |
| ---- | ---------------------------- | ---- |
| 優勝 | だいたひかる フリー          | 12番 |
| 2/   | 中田なおき 吉本興業          | 1番  |
| 2/   | 友近 吉本興業                | 2番  |
| 2/   | 陣内智則 吉本興業            | 3番  |
| 2/   | 水玉れっぷう隊 アキ 吉本興業 | 4番  |
| 2/   | パペットマペット フリー      | 5番  |
| 2/   | オール阪神 吉本興業          | 6番  |
| 2/   | 浅越ゴエ 吉本興業            | 7番  |
| 2/   | ケンドーコバヤシ 吉本興業    | 8番  |
| 2/   | 南野やじ フリー              | 9番  |
| 2/   | 桂三若 吉本興業              | 10番 |
| 2/   | 笑福亭三喬 松竹芸能          | 11番 |

備考
- この回では座布団の上でネタを披露しなければならなかった。また、この頃は2回戦が無く、ネタの持ち時間は予選が5分、準決勝・決勝が10分だった[17]。
- フリーの芸人を除くと、決勝進出者全員が関西の事務所所属（大阪吉本、松竹芸能）だった唯一の回である。
- オール阪神が記録した芸歴28年目・45歳での決勝進出、だいたひかるが記録した芸歴5年目での優勝は、それぞれ第23回（2025年）で更新されるまで最長・最年長、最短記録であった。

### 第2回（2004年）
| 成績 | 名前 所属事務所             | No. | 決勝進出歴        | キャッチコピー                                         | 出番 |
| ---- | --------------------------- | --- | ----------------- | ------------------------------------------------------ | ---- |
| 優勝 | 浅越ゴエ 吉本興業           | 591 | 2年連続           | ニュース漫談でお馴染み 吉本が生んだIQ芸人              | 1番  |
| 2位  | ネゴシックス 吉本興業       | 267 | 初進出 ノーシード | 出雲弁を駆使した壊れた芸風 破壊的一人話芸              | 5番  |
| 3/   | 友近 吉本興業               | 601 | 2年連続           | 独特な目線と人間描写 孤高の女コント師                  | 2番  |
| 3/   | ヤナギブソン 吉本興業       | 170 | 初進出 ノーシード | コントユニットザ・プラン9からの第二の使者 一人大喜利王 | 3番  |
| 3/   | 陣内智則 吉本興業           | 596 | 2年連続           | 若手一人コントの第一人者 ミスター一人コント            | 4番  |
| 3/   | 南野やじ 吉本興業           | 606 | 2年連続           | お経に合わせて踊る四文字熟語 漢字の魔術師              | 6番  |
| 3/   | ヒロシ サンミュージック企画 | 510 | 初進出 ノーシード | 背中に見える哀愁 九州出身の自虐的漫談師                | 7番  |
| 3/   | あべこうじ 吉本興業         | 388 | 初進出 ノーシード | 爽やかなのに胡散臭い 東のマシンガントーク芸人          | 8番  |

備考
- 本来の大会名は『R-1ぐらんぷり2003』だが、全日程が2004年に置かれており、現在も両年の表記が混在している[注 16]。
- 2回戦が導入。ネタの持ち時間は1回戦・2回戦が3分、準決勝・決勝が5分にそれぞれ短縮された[18]。
- この回から第6回まで、決勝は8人で競われることになった。
- あべこうじが東京吉本初の決勝進出者となった。
- この回から第17回（2019年）まで、雨上がり決死隊が司会を務めることになった。
- 決勝審査において5人の審査員の票が2-2-1に分かれたことにより、決選投票によって優勝者が決まった。
  - そのうち上位2人が浅越ゴエとネゴシックスであったことが、後に審査員の大平サブローによって明かされている。
- 浅越ゴエがトップバッターからの優勝を果たした。

### 第3回（2005年）
| 順位 | 名前 所属事務所             | No.  | 決勝進出歴        | キャッチコピー                                        | 出番 | 得点  |
| ---- | --------------------------- | ---- | ----------------- | ----------------------------------------------------- | ---- | ----- |
| 優勝 | ほっしゃん。 吉本興業       | 1181 | 初進出 ノーシード | 独特の観点から来る一人コント 芸歴15年貫禄十分         | 6番  | 478点 |
| 2位  | 井上マー 吉本興業           | 856  | 初進出 ノーシード | オレの熱い魂を聞いてくれ 青春の一人シャウト           | 8番  | 473点 |
| 3位  | あべこうじ 吉本興業         | 1213 | 2年連続           | 終わりの知らないハイスピードマシンガン話芸 正統派漫談 | 3番  | 471点 |
| 4位  | 友近 吉本興業               | 1229 | 3年連続           | 孤高の一人コント師 千の顔を持つ女                     | 4番  | 458点 |
| 4位  | ネゴシックス 吉本興業       | 1232 | 2年連続           | 島根が生んだお笑いビックリ箱 今日も怒り話芸全開か?    | 2番  | 458点 |
| 6位  | ヒロシ サンミュージック企画 | 1234 | 2年連続           | もてない男の自虐的漫談 2年連続決勝進出                | 5番  | 436点 |
| 7位  | 中山功太 吉本興業           | 1231 | 初進出            | 無限に広がる言葉のチョイス 言葉の宇宙空間             | 7番  | 434点 |
| 8位  | 長州小力 西口プロレス       | 1227 | 初進出            | ダンスとプロレスアートのコラボ芸 一人話芸の異種格闘技 | 1番  | 429点 |

備考
- この回から決勝が全国放送されるようになり、優勝賞金が100万円から500万円に増額された。また、準決勝・決勝のネタの持ち時間が4分に短縮された[19]。
- この回から採点制となった。全員のネタ終了後、8位から3位まで順に出場者の点数と順位が公開される。1位と2位の得点は同時に公開され、直後に優勝者を発表する。
- ノーシードの芸人が優勝したのは第2回以降では初。また、2位の井上マーもノーシードだった。
- ほっしゃん。が獲得した「478点」は、この回から第6回（2008年）までにおける最高得点である。

### 第4回（2006年）
| 順位 | 名前 所属事務所              | No.  | 決勝進出歴               | キャッチコピー             | 出番 | 得点 （開示された評点）  |
| ---- | ---------------------------- | ---- | ------------------------ | -------------------------- | ---- | ------------------------ |
| 優勝 | 博多華丸 吉本興業            | 1373 | 初進出 ノーシード        | 冷静沈着な西国の鷹         | 8番  | 450点 （サブロー：89点） |
| 2位  | あべこうじ 吉本興業          | 1710 | 3年連続 3回目            | 正統派スタンダップコメディ | 5番  | 438点 （サブロー：87点） |
| 3位  | 浅越ゴエ 吉本興業            | 418  | 2年ぶり 3回目 ノーシード | 才知あふれる技巧派弁士     | 6番  | 434点 （ダンカン：86点） |
| 4位  | バカリズム マセキ芸能社      | 814  | 初進出 ノーシード        | 玄人好みのネタ職人         | 2番  | 418点 （伊東：78点）     |
| 5位  | 岸学 ケイダッシュステージ    | 1196 | 初進出 ノーシード        | 不気味なダークホース       | 7番  | 416点 （正蔵：86点）     |
| 6位  | 友近 吉本興業                | 1742 | 4年連続 4回目            | 無冠のR-1女王              | 1番  | 406点 （ダンカン：79点） |
| 7位  | 中山功太 吉本興業            | 1744 | 2年連続 2回目            | ピン芸新時代の申し子       | 3番  | 405点 （正蔵：79点）     |
| 8位  | キャプテン☆ボンバー 吉本興業 | 318  | 初進出 ノーシード        | 自由の国のごきげんマッスル | 4番  | 382点 （寛平：83点）     |

備考
- 第2回大会優勝者の浅越ゴエが「優勝賞金が増額されたことに納得いかない」と第4回大会に異例の“参戦”表明。優勝経験者が出場した初の事例となった。
- 第2回以降で初めて、ノーシードからの決勝進出者が過半数を占めた[注 18]。
- 出場者のネタ終了後、審査員の点数が1人のみ開示されるようになった。
- 第4回大会では、なかやまきんに君が謎のアメリカ人「キャプテン☆ボンバー」と名乗って参加。決勝で審査員の間寛平に何度も「（なかやま）きんに君でしょ?」と言われたが、本人は別人だと否定していた。
  - ちなみに採点制で平均点が80点を下回ったのは、今大会のキャプテン☆ボンバーのみである。
- 大会初出場からの優勝を成し遂げたのは、第2回以降では唯一。
  - 後に『日清食品 THE MANZAI 2014』で博多華丸・大吉が優勝したため、華丸は全国ネットのお笑い賞レース番組におけるピン芸と漫才の2冠を達成した初の芸人となった。

### 第5回（2007年）
| 順位 | 名前 所属事務所               | No.  | 決勝進出歴        | キャッチコピー               | 出番 | 得点 （開示された評点）     |
| ---- | ----------------------------- | ---- | ----------------- | ---------------------------- | ---- | --------------------------- |
| 優勝 | なだぎ武 吉本興業             | 2163 | 初進出            | この男コメディアンにつき     | 8番  | 456点（4票） （寛平：94点） |
| 2位  | 徳井義実 吉本興業             | 2179 | 初進出            | M-1王者が2冠を狙う           | 2番  | 456点（1票） （高田：93点） |
| 3位  | バカリズム マセキ芸能社       | 2166 | 2年連続 2回目     | 変幻自在のネタ職人           | 7番  | 448点 （サブロー：88点）    |
| 4位  | 土肥ポン太 吉本興業           | 2001 | 初進出 ノーシード | 浪花のアンダーグラウンド芸人 | 1番  | 440点 （三枝：88点）        |
| 5位  | 友近 吉本興業                 | 2161 | 5年連続 5回目     | 無冠のR-1女王                | 4番  | 439点 （サブロー：89点）    |
| 6位  | やまもとまさみ マセキ芸能社   | 429  | 初進出 ノーシード | 陽気なダークホース           | 6番  | 438点 （三枝：88点）        |
| 7位  | ウメ SMA                      | 2136 | 初進出            | アート系不思議ちゃん芸人     | 5番  | 437点 （ダンカン：87点）    |
| 8位  | 大輪教授 ケイダッシュステージ | 2139 | 初進出            | 情熱の理数系芸人             | 3番  | 409点 （寛平：83点）        |

| 名前     | 得票数 | 三枝 | 高田 | ダンカン | サブロー | 寛平 |
| -------- | ------ | ---- | ---- | -------- | -------- | ---- |
| 徳井義実 | 1      | ★    |      |          |          |      |
| なだぎ武 | 4      |      | ★    | ★        | ★        | ★    |

備考
- 1回戦のネタの持ち時間が2分に短縮された[20]。
- 初めて吉本以外の同じ事務所（マセキ芸能社）から複数人が決勝に進出した。
- 桂三枝（現・桂文枝）が初めて審査員として出演した。
- なだぎ武と徳井義実が同点首位になったため、急遽決選投票を行った。審査員の最終投票では三枝以外がなだぎ武に投票し、なだぎ武が優勝となった。
  - 同じグループ（ザ・プラン9）から2人目の王者が誕生した。

### 第6回（2008年）
| 順位 | 名前 所属事務所                                       | No.  | 決勝進出歴        | キャッチコピー               | 出番 | 得点  |
| ---- | ----------------------------------------------------- | ---- | ----------------- | ---------------------------- | ---- | ----- |
| 優勝 | なだぎ武 よしもとクリエイティブ・エージェンシー       | 2711 | 2年連続 2回目     | この男コメディアンにつき     | 4番  | 474点 |
| 2位  | 芋洗坂係長 トリガープロモーション                     | 1494 | 初進出 ノーシード | 突如現れた謎のメタボ芸人     | 7番  | 472点 |
| 3位  | 世界のナベアツ よしもとクリエイティブ・エージェンシー | 2701 | 初進出            | 微笑のエンターテイナー       | 2番  | 469点 |
| 4位  | 中山功太 よしもとクリエイティブ・エージェンシー       | 2710 | 2年ぶり 3回目     | クセ者芸人真っ向リベンジ     | 3番  | 459点 |
| 5位  | あべこうじ よしもとクリエイティブ・エージェンシー     | 2677 | 2年ぶり 4回目     | 帰ってきたちょいウザピン芸人 | 6番  | 454点 |
| 6位  | 鳥居みゆき サンミュージック企画                       | 544  | 初進出 ノーシード | キレ芸暴走モード突入         | 5番  | 451点 |
| 7位  | 土肥ポン太 よしもとクリエイティブ・エージェンシー     | 1    | 2年連続 2回目     | 浪花からピン芸開化の音がする | 8番  | 449点 |
| 8位  | COWCOW山田よし よしもとクリエイティブ・エージェンシー | 2685 | 初進出            | 北の国から〜’08 爆笑〜       | 1番  | 447点 |

| 出番順 | 名前           | 得点計 | 八方 | 高田 | 寛平 | サブロー | ダンカン |
| ------ | -------------- | ------ | ---- | ---- | ---- | -------- | -------- |
| 1      | COWCOW山田よし | 447    | 87   | 91   | 93   | 90       | 86       |
| 2      | 世界のナベアツ | 469    | 93   | 94   | 96   | 92       | 94       |
| 3      | 中山功太       | 459    | 93   | 92   | 94   | 90       | 90       |
| 4      | なだぎ武       | 474    | 93   | 95   | 96   | 93       | 97       |
| 5      | 鳥居みゆき     | 451    | 89   | 90   | 91   | 88       | 93       |
| 6      | あべこうじ     | 454    | 90   | 90   | 92   | 90       | 92       |
| 7      | 芋洗坂係長     | 472    | 92   | 95   | 94   | 93       | 98       |
| 8      | 土肥ポン太     | 449    | 91   | 90   | 91   | 89       | 88       |

備考
- 前回準優勝の徳井義実、過去全大会で決勝進出の友近、前々回優勝の博多華丸などが準決勝で敗退するなど混戦となった。
- 今大会は初の生放送。また、この回の舞台装置は様々なマイナーチェンジを経つつ、第21回（2023年）まで16年にわたって使用された。
- なだぎ武が大会史上初の2連覇を達成した。
- 優勝者発表後、1位と2位の審査員別の点数が番組内で公開された。また、3位以下の得点詳細も、番組終了後に公式サイトにて公開された。

### 第7回（2009年）
| 順位 | 名前 所属事務所                                       | No.  | 決勝進出歴        | キャッチコピー                 | 出番 | 得点  |
| ---- | ----------------------------------------------------- | ---- | ----------------- | ------------------------------ | ---- | ----- |
| 優勝 | 中山功太 よしもとクリエイティブ・エージェンシー       | 3385 | 2年連続 4回目     | 技巧派フレーズ王子             | 10番 | 683点 |
| 2位  | エハラマサヒロ よしもとクリエイティブ・エージェンシー | 1207 | 初進出 ノーシード | ニクい笑顔のエンターティナー   | 4番  | 675点 |
| 3位  | バカリズム マセキ芸能社                               | 3387 | 2年ぶり 3回目     | 発想自在のネタ職人             | 3番  | 672点 |
| 3位  | COWCOW山田與志 よしもとクリエイティブ・エージェンシー | 3365 | 2年連続 2回目     | 笑い仕掛けの癒し系フリップ     | 8番  | 672点 |
| 5位  | あべこうじ よしもとクリエイティブ・エージェンシー     | 3351 | 2年連続 5回目     | ちょいウザスタンダップコメディ | 9番  | 663点 |
| 6位  | サイクロンZ 太田プロダクション                        | 1341 | 初進出 ノーシード | あっぱれ!ダンシングヒーロー    | 5番  | 662点 |
| 7位  | 鬼頭真也 HIGHLEG TOWER                                | 139  | 初進出 ノーシード | 疾風怒濤の図書委員             | 7番  | 645点 |
| 8位  | 鳥居みゆき サンミュージックプロダクション             | 3384 | 2年連続 2回目     | キレ芸暴走プリンセス           | 6番  | 642点 |
| 9位  | 岸学 ケイダッシュステージ                             | 3368 | 3年ぶり 2回目     | 笑撃!24時間トラブル発生        | 2番  | 634点 |
| 10位 | 夙川アトム ASH&Dコーポレーション                      | 1707 | 初進出 ノーシード | 正体不明のギョーカイ人         | 1番  | 622点 |

| 出番順 | 名前           | 得点計 | 三枝 | 関根 | サブロー | 清水 | 石井 | 江川 | 堺 |
| ------ | -------------- | ------ | ---- | ---- | -------- | ---- | ---- | ---- | -- |
| 1      | 夙川アトム     | 622    | 85   | 88   | 92       | 88   | 88   | 85   | 96 |
| 2      | 岸学           | 634    | 86   | 89   | 90       | 92   | 91   | 89   | 97 |
| 3      | バカリズム     | 672    | 94   | 96   | 95       | 100  | 97   | 92   | 98 |
| 4      | エハラマサヒロ | 675    | 93   | 98   | 97       | 98   | 98   | 94   | 97 |
| 5      | サイクロンZ    | 662    | 92   | 95   | 97       | 91   | 95   | 95   | 97 |
| 6      | 鳥居みゆき     | 642    | 87   | 93   | 89       | 91   | 96   | 90   | 96 |
| 7      | 鬼頭真也       | 645    | 90   | 94   | 94       | 90   | 92   | 91   | 94 |
| 8      | COWCOW山田與志 | 672    | 93   | 97   | 98       | 96   | 99   | 93   | 96 |
| 9      | あべこうじ     | 663    | 97   | 93   | 95       | 93   | 94   | 95   | 96 |
| 10     | 中山功太       | 683    | 98   | 95   | 99       | 97   | 97   | 99   | 98 |

備考
- 2連覇中のなだぎ武がスケジュールの都合、さらに前回3位の世界のナベアツも「後進に道を託す」という意向でそれぞれ出場を辞退。また前大会の準優勝である芋洗坂係長も準決勝敗退のため、本命不在の大会と報じられた。
- 3回戦を導入。また、2回戦のネタの持ち時間が2分に短縮された[21]。
- 初めて決勝進出経験者が過半数を占めた（初進出4：経験者6）。
- 吉本からの決勝進出が初めて過半数を割った（吉本4：非吉本6）。また、大阪吉本からの決勝進出者が1人のみ（中山功太）と過去最少になった。
- 今大会から決勝がゴールデンタイムで生放送されるようになり、フジテレビV4スタジオで行うようになった（第19回（2021年）を除く）。
- 大会初の敗者復活戦として「サバイバルステージ」が導入された（その様子は2月15日に放送）。これにより決勝進出者が10人に増加した。
  - 敗者復活者のネタ順は1番目と2番目に割り振られ、正規の決勝進出者とは別に抽選で決定された。
- ネタ終了後に全審査員の得点が一斉公開されるようになった。また審査員が7人となり、700点満点で競われることになった。
- 審査員が大平サブローを除いて前年から総入れ替えとなり、関根勤が初めて審査員として出演した。また、第2回の大林素子以来5年ぶりに女性審査員（清水ミチコ）が起用された。
  - また、清水はバカリズムのネタに大会唯一の満点となる100点を付けた。

### 第8回（2010年）
| 順位 | 名前 所属事務所                                       | No.  | 決勝進出歴               | キャッチコピー                 | 1回戦 | 1回戦 | ファイナル | ファイナル |
| 順位 | 名前 所属事務所                                       | No.  | 決勝進出歴               | キャッチコピー                 | 出番  | 得点  | 出番       | 得票       |
| ---- | ----------------------------------------------------- | ---- | ------------------------ | ------------------------------ | ----- | ----- | ---------- | ---------- |
| 優勝 | あべこうじ よしもとクリエイティブ・エージェンシー     | 3484 | 3年連続 6回目            | ちょいウザスタンダップコメディ | 9番   | 658点 | 2番        | 6票        |
| 2位  | エハラマサヒロ よしもとクリエイティブ・エージェンシー | 3490 | 2年連続 2回目            | ニクい笑顔のエンターティナー   | 8番   | 655点 | 1番        | 1票        |
| 3位  | なだぎ武 よしもとクリエイティブ・エージェンシー       | 2662 | 2年ぶり 3回目 ノーシード | この男2連覇コメディアンにつき  | 7番   | 661点 | 3番        | 0票        |
| 4位  | 川島明 よしもとクリエイティブ・エージェンシー         | 2426 | 初進出 ノーシード        | 低音ボイスの貴公子             | 5番   | 645点 |            |            |
| 5位  | いとうあさこ マセキ芸能社                             | 1998 | 初進出 ノーシード        | アラフォーの青春にタッチ       | 3番   | 641点 |            |            |
| 6位  | Gたかし トップ・カラー                                | 1165 | 初進出 ノーシード        | 叫ぶ!モノマネ格闘家            | 4番   | 639点 |            |            |
| 7位  | バカリズム マセキ芸能社                               | 3525 | 2年連続 4回目            | 発想自在のネタ職人             | 2番   | 630点 |            |            |
| 8位  | 我人祥太 ワタナベエンターテインメント                 | 1257 | 初進出 ノーシード        | 暴走する青年の主張             | 6番   | 628点 |            |            |
| 9位  | COWCOW山田與志 よしもとクリエイティブ・エージェンシー | 3535 | 3年連続 3回目            | 笑い仕掛けの癒し系アート       | 1番   | 627点 |            |            |

| 出番順 | 名前           | 得点計 | 三枝 | 高田 | サブロー | 清水 | 石井 | 板尾 | 伊東 |
| ------ | -------------- | ------ | ---- | ---- | -------- | ---- | ---- | ---- | ---- |
| 1      | COWCOW山田與志 | 627    | 88   | 90   | 97       | 93   | 92   | 84   | 83   |
| 2      | バカリズム     | 630    | 86   | 93   | 94       | 94   | 94   | 85   | 84   |
| 3      | いとうあさこ   | 641    | 92   | 94   | 95       | 95   | 91   | 82   | 92   |
| 4      | Gたかし        | 639    | 90   | 93   | 94       | 94   | 92   | 91   | 85   |
| 5      | 川島明         | 645    | 95   | 94   | 96       | 94   | 93   | 85   | 88   |
| 6      | 我人祥太       | 628    | 91   | 90   | 93       | 88   | 88   | 96   | 82   |
| 7      | なだぎ武       | 661    | 93   | 95   | 98       | 98   | 95   | 92   | 90   |
| 8      | エハラマサヒロ | 655    | 94   | 93   | 97       | 96   | 98   | 92   | 85   |
| 9      | あべこうじ     | 658    | 96   | 95   | 96       | 97   | 97   | 83   | 94   |

| 出番順 | 名前           | 得票数 | 三枝 | 高田 | サブロー | 清水 | 石井 | 板尾 | 伊東 |
| ------ | -------------- | ------ | ---- | ---- | -------- | ---- | ---- | ---- | ---- |
| 1      | エハラマサヒロ | 1      |      |      |          |      |      | ★    |      |
| 2      | あべこうじ     | 6      | ★    | ★    | ★        | ★    | ★    |      | ★    |
| 3      | なだぎ武       | 0      |      |      |          |      |      |      |      |

備考
- 第4回（2006年）以来4年ぶりにノーシードからの決勝進出者が過半数を占めた[注 21]。
- 大会史上初めて、大阪吉本からの決勝進出者が現れなかった。
- あべこうじが6回目の決勝進出となり、最多決勝進出回数を更新した。
- 敗者復活が1人のみとなり、自動的にネタ順1番目に割り振られた。これにより決勝進出者が9人となった。
- 板尾創路が初めて審査員として出演した。
- 3年連続でネタ順1番手が最下位で終わっている。
- 決勝の上位3人が再度ネタを披露し、指名投票制で優勝者を決める「ファイナルステージ」が導入された。ファイナルステージのネタ順は選択できず、決勝1回戦の3位→2位→1位の順番で披露した。
- 『M-1グランプリ』と合わせて、決勝1回戦を1位で通過した芸人が最終的に3位になったのは今回が初。
- 大会終了後、バカリズムが『R-1』卒業を発表した。

### 第9回（2011年）
| 成績    | 名前 所属事務所                                              | No.  | 決勝進出歴        | キャッチコピー           | 1回戦 出番 |
| ------- | ------------------------------------------------------------ | ---- | ----------------- | ------------------------ | ---------- |
| 優勝    | 佐久間一行 よしもとクリエイティブ・エージェンシー            | 868  | 初進出 ノーシード | 永遠のほんわか王子       | 7番        |
| 準優勝  | AMEMIYA SMA                                                  | 284  | 初進出 ノーシード | シンガーソング芸人の叫び | 3番        |
| ベスト4 | COWCOW山田與志 よしもとクリエイティブ・エージェンシー        | 3517 | 4年連続 4回目     | 笑い仕掛けの癒し系アート | 2番        |
| ベスト4 | スリムクラブ真栄田 よしもとクリエイティブ・エージェンシー    | 1388 | 初進出 ノーシード | 進撃のハスキーモンスター | 6番        |
| ベスト8 | キャプテン渡辺 SMA                                           | 3533 | 初進出            | 特攻の開き直り漫談       | 1番        |
| ベスト8 | バッファロー吾郎 木村 よしもとクリエイティブ・エージェンシー | 2493 | 初進出 ノーシード | 絶好調!コントキング      | 4番        |
| ベスト8 | ナオユキ 松竹芸能                                            | 3555 | 初進出            | 熟練のボヤき風来坊       | 5番        |
| ベスト8 | ヒューマン中村 よしもとクリエイティブ・エージェンシー        | 3563 | 初進出            | 謎の人間観察マニア       | 8番        |

決勝トーナメント表
各対戦のネタ順は表の上側が先攻。太字が勝者。
|  | 1回戦                 | 1回戦      |                    |    | 準決勝 | 準決勝 |  |  | 決勝 | 決勝 |
|  |                       |            |                    |    |        |        |  |  |      |      |
|  |                       |            |                    |    |        |        |  |  |      |      |
|  |                       |            |                    |    |        |        |  |  |      |      |
|  | キャプテン渡辺        | 10         |                    |    |        |        |  |  |      |      |
|  | キャプテン渡辺        | 10         |                    |    |        |        |  |  |      |      |
|  | COWCOW山田與志        | 11         |                    |    |        |        |  |  |      |      |
|  | COWCOW山田與志        | 11         | COWCOW山田與志     | 6  |        |        |  |  |      |      |
|  |                       |            | COWCOW山田與志     | 6  |        |        |  |  |      |      |
|  |                       | AMEMIYA    | 15                 |    |        |        |  |  |      |      |
|  | AMEMIYA               | AMEMIYA    | 15                 | 11 |        |        |  |  |      |      |
|  | AMEMIYA               |            |                    | 11 |        |        |  |  |      |      |
|  | バッファロー吾郎 木村 | 10         |                    |    |        |        |  |  |      |      |
|  | バッファロー吾郎 木村 | 10         | AMEMIYA            | 1  |        |        |  |  |      |      |
|  |                       |            | AMEMIYA            | 1  |        |        |  |  |      |      |
|  |                       | 佐久間一行 | 6                  |    |        |        |  |  |      |      |
|  | ナオユキ              | 佐久間一行 | 6                  | 8  |        |        |  |  |      |      |
|  | ナオユキ              |            |                    | 8  |        |        |  |  |      |      |
|  | スリムクラブ真栄田    | 13         |                    |    |        |        |  |  |      |      |
|  | スリムクラブ真栄田    | 13         | スリムクラブ真栄田 | 6  |        |        |  |  |      |      |
|  |                       |            | スリムクラブ真栄田 | 6  |        |        |  |  |      |      |
|  |                       | 佐久間一行 | 15                 |    |        |        |  |  |      |      |
|  | 佐久間一行            | 佐久間一行 | 15                 | 12 |        |        |  |  |      |      |
|  | 佐久間一行            |            |                    | 12 |        |        |  |  |      |      |
|  | ヒューマン中村        | 9          |                    |    |        |        |  |  |      |      |
|  | ヒューマン中村        | 9          |                    |    |        |        |  |  |      |      |

| 試合    | 出番順 | 名前                  | 得点計 | 三枝 | 石井 | サブロー | 清水 | 勝俣 | 板尾 | 秋元 |
| ------- | ------ | --------------------- | ------ | ---- | ---- | -------- | ---- | ---- | ---- | ---- |
| 第1試合 | 先攻   | キャプテン渡辺        | 10     | 1    | 1    | 1        | 2    | 1    | 2    | 2    |
| 第1試合 | 後攻   | COWCOW山田與志        | 11     | 2    | 2    | 2        | 1    | 2    | 1    | 1    |
| 第2試合 | 先攻   | AMEMIYA               | 11     | 3    | 3    | 2        | 1    | 0    | 0    | 2    |
| 第2試合 | 後攻   | バッファロー吾郎 木村 | 10     | 0    | 0    | 1        | 2    | 3    | 3    | 1    |
| 第3試合 | 先攻   | ナオユキ              | 8      | 2    | 2    | 1        | 0    | 1    | 1    | 1    |
| 第3試合 | 後攻   | スリムクラブ真栄田    | 13     | 1    | 1    | 2        | 3    | 2    | 2    | 2    |
| 第4試合 | 先攻   | 佐久間一行            | 12     | 1    | 3    | 2        | 2    | 2    | 1    | 1    |
| 第4試合 | 後攻   | ヒューマン中村        | 9      | 2    | 0    | 1        | 1    | 1    | 2    | 2    |

| 試合    | 出番順 | 名前               | 得点計 | 三枝 | 石井 | サブロー | 清水 | 勝俣 | 板尾 | 秋元 |
| ------- | ------ | ------------------ | ------ | ---- | ---- | -------- | ---- | ---- | ---- | ---- |
| 第1試合 | 先攻   | COWCOW山田與志     | 6      | 1    | 1    | 1        | 1    | 1    | 1    | 0    |
| 第1試合 | 後攻   | AMEMIYA            | 15     | 2    | 2    | 2        | 2    | 2    | 2    | 3    |
| 第2試合 | 先攻   | スリムクラブ真栄田 | 6      | 1    | 0    | 1        | 1    | 1    | 0    | 2    |
| 第2試合 | 後攻   | 佐久間一行         | 15     | 2    | 3    | 2        | 2    | 2    | 3    | 1    |

| 出番順 | 名前       | 得票数 | 三枝 | 石井 | サブロー | 清水 | 勝俣 | 板尾 | 秋元 |
| ------ | ---------- | ------ | ---- | ---- | -------- | ---- | ---- | ---- | ---- |
| 先攻   | AMEMIYA    | 1      | ★    |      |          |      |      |      |      |
| 後攻   | 佐久間一行 | 6      |      | ★    | ★        | ★    | ★    | ★    | ★    |

備考
- 決勝初進出者が8人制で最多の7人となった（COWCOW山田與志以外）。初進出者の割合「87.5%」も第2回以降で大会史上最高。
- 女性の決勝進出者が出なかったのは大会史上初。
- 採点制が廃止され、『R-1』初のトーナメント戦で開催された。
- 初めて前年で2回戦敗退に終わった芸人が優勝した。また、初戦敗退の翌年に優勝を果たしたのは佐久間のみ。

### 第10回（2012年）
| 成績              | 名前 所属事務所                                       | No.  | 決勝進出歴        | キャッチコピー               | ブロック 予選出番 |
| ----------------- | ----------------------------------------------------- | ---- | ----------------- | ---------------------------- | ----------------- |
| 優勝              | COWCOW 多田 よしもとクリエイティブ・エージェンシー    | 3531 | 初進出            | ほほえみギャグマシーン       | A-4番             |
| 2位               | スギちゃん サンミュージックプロダクション             | 65   | 初進出 ノーシード | 勝手にワイルド宣言           | C-4番             |
| 3位               | 徳井義実 よしもとクリエイティブ・エージェンシー       | 3612 | 5年ぶり 2回目     | ハンサムだもの。             | B-3番             |
| ブロック 予選敗退 | 友近 よしもとクリエイティブ・エージェンシー           | 3544 | 5年ぶり 6回目     | 変幻自在のキャラ女王         | A-1番             |
| ブロック 予選敗退 | AMEMIYA SMA                                           | 3461 | 2年連続 2回目     | シンガーソング芸人の叫び     | A-3番             |
| ブロック 予選敗退 | 野性爆弾 川島 よしもとクリエイティブ・エージェンシー  | 1326 | 初進出 ノーシード | 予測不能のやんちゃ芸人       | A-2番             |
| ブロック 予選敗退 | サイクロンZ 太田プロダクション                        | 3501 | 3年ぶり 2回目     | はじけるエンターテインメント | B-1番             |
| ブロック 予選敗退 | いなだなおき よしもとクリエイティブ・エージェンシー   | 1659 | 初進出 ノーシード | 笑撃のブサイク王子           | B-2番             |
| ブロック 予選敗退 | キャプテン渡辺 SMA                                    | 3489 | 2年連続 2回目     | 特攻の開き直り漫談           | B-4番             |
| ブロック 予選敗退 | ヒューマン中村 よしもとクリエイティブ・エージェンシー | 3563 | 2年連続 2回目     | 未知なるフリップショー       | C-3番             |
| ブロック 予選敗退 | 千鳥 大悟 よしもとクリエイティブ・エージェンシー      | 2087 | 初進出 ノーシード | 西のMANZAIあんちゃん         | C-1番             |
| ブロック 予選敗退 | ヤナギブソン よしもとクリエイティブ・エージェンシー   | 3593 | 8年ぶり 2回目     | 3人目の技巧派芸人            | C-2番             |

| 出番順 | 名前          | 得点計 | 三枝 | 関根 | 天野 | 木村 | 石井 | 板尾 | 高田 |
| ------ | ------------- | ------ | ---- | ---- | ---- | ---- | ---- | ---- | ---- |
| 1      | 友近          | 5      | 0    | 2    | 1    | 0    | 1    | 1    | 0    |
| 2      | 野性爆弾 川島 | 1      | 1    | 0    | 0    | 0    | 0    | 0    | 0    |
| 3      | AMEMIYA       | 2      | 0    | 0    | 0    | 1    | 0    | 0    | 1    |
| 4      | COWCOW 多田   | 13     | 2    | 1    | 2    | 2    | 2    | 2    | 2    |

| 出番順 | 名前           | 得点計 | 三枝 | 関根 | 天野 | 木村 | 石井 | 板尾 | 高田 |
| ------ | -------------- | ------ | ---- | ---- | ---- | ---- | ---- | ---- | ---- |
| 1      | サイクロンZ    | 4      | 0    | 0    | 0    | 0    | 2    | 0    | 2    |
| 2      | いなだなおき   | 1      | 1    | 0    | 0    | 0    | 0    | 0    | 0    |
| 3      | 徳井義実       | 16     | 2    | 3    | 3    | 3    | 1    | 3    | 1    |
| 4      | キャプテン渡辺 | 0      | 0    | 0    | 0    | 0    | 0    | 0    | 0    |

| 出番順 | 名前           | 得点計 | 三枝 | 関根 | 天野 | 木村 | 石井 | 板尾 | 高田 |
| ------ | -------------- | ------ | ---- | ---- | ---- | ---- | ---- | ---- | ---- |
| 1      | 千鳥 大悟      | 0      | 0    | 0    | 0    | 0    | 0    | 0    | 0    |
| 2      | ヤナギブソン   | 0      | 0    | 0    | 0    | 0    | 0    | 0    | 0    |
| 3      | ヒューマン中村 | 8      | 2    | 1    | 1    | 2    | 0    | 1    | 1    |
| 4      | スギちゃん     | 13     | 1    | 2    | 2    | 1    | 3    | 2    | 2    |

| 出番順 | 名前        | 得票数 | 三枝 | 関根 | 天野 | 木村 | 石井 | 板尾 | 高田 |
| ------ | ----------- | ------ | ---- | ---- | ---- | ---- | ---- | ---- | ---- |
| 1      | COWCOW 多田 | 3      |      | ★    | ★    |      |      | ★    |      |
| 2      | 徳井義実    | 1      |      |      |      | ★    |      |      |      |
| 3      | スギちゃん  | 3      | ★    |      |      |      | ★    |      | ★    |

| 名前        | 得票計 | 木村 |
| ----------- | ------ | ---- |
| COWCOW 多田 | 4      | ★    |
| スギちゃん  | 3      |      |

備考
- この回から第18回まで、12人によるブロックトーナメント方式が採用された。また、準決勝・決勝のネタの持ち時間が3分に変更された。
- 準決勝にて初めて観客投票が導入された。この回の観客投票の上位3人は、1位：スギちゃん、2位：COWCOW 多田、3位：ヒューマン中村で、3人とも決勝進出。さらにスギちゃんと多田はファイナルステージにも進出し、後述の通り決選投票にまでもつれこんだ。
- ファイナルステージでは多田とスギちゃんが3票ずつで並んだため、唯一徳井に投票した木村が残る2人のうちどちらかに投票することになり、多田に投票。最終結果4-3で多田の優勝となった。

### 第11回（2013年）
| 成績              | 名前 所属事務所                                           | No.  | 決勝進出歴        | キャッチコピー               | ブロック 予選出番 |
| ----------------- | --------------------------------------------------------- | ---- | ----------------- | ---------------------------- | ----------------- |
| 優勝              | 三浦マイルド よしもとクリエイティブ・エージェンシー       | 3213 | 初進出            | 心優しきパッションモンスター | A-2番             |
| 2位               | ヒューマン中村 よしもとクリエイティブ・エージェンシー     | 3383 | 3年連続 3回目     | 未知なるフリップショー       | B-1番             |
| 2位               | アンドーひであき プロスパー                               | 1320 | 初進出 ノーシード | 高性能ものまねアンドロイド   | C-3番             |
| ブロック 予選敗退 | ヤナギブソン よしもとクリエイティブ・エージェンシー       | 1935 | 2年連続 3回目     | 3人目の技巧派芸人            | A-3番             |
| ブロック 予選敗退 | 岸学 ケイダッシュステージ                                 | 3637 | 4年ぶり 3回目     | ジャックバウアーの向こう側   | A-1番             |
| ブロック 予選敗退 | プラスマイナス岩橋 よしもとクリエイティブ・エージェンシー | 1231 | 初進出            | とびだせクセもの芸人         | A-4番             |
| ブロック 予選敗退 | 田上よしえ プロダクション人力舎                           | 3493 | 初進出            | アラフォー突撃おもちゃ箱     | B-3番             |
| ブロック 予選敗退 | 桂三度 よしもとクリエイティブ・エージェンシー             | 3640 | 5年ぶり 2回目     | 挑む者日本の                 | B-4番             |
| ブロック 予選敗退 | 三遊亭こうもり 三遊亭こうもり事務局                       | 1917 | 初進出            | このたび落語はじめました     | B-2番             |
| ブロック 予選敗退 | スギちゃん サンミュージックプロダクション                 | 3410 | 2年連続 2回目     | ワイルド宣言リベンジ         | C-2番             |
| ブロック 予選敗退 | キンタロー。 松竹芸能                                     | 784  | 初進出 ノーシード | 笑いのセンター総選挙         | C-1番             |
| ブロック 予選敗退 | 雷ジャクソン高本 松竹芸能                                 | 2822 | 初進出 ノーシード | 笑いの絶対海域               | C-4番             |

| 出番順 | 名前               | 得点計 | 文枝 | 関根 | 勝俣 | 木村 | 石井 | 板尾 | 高田 |
| ------ | ------------------ | ------ | ---- | ---- | ---- | ---- | ---- | ---- | ---- |
| 1      | 岸学               | 4      | 0    | 0    | 0    | 0    | 1    | 1    | 2    |
| 2      | 三浦マイルド       | 10     | 0    | 2    | 2    | 3    | 2    | 1    | 0    |
| 3      | ヤナギブソン       | 5      | 3    | 0    | 1    | 0    | 0    | 1    | 0    |
| 4      | プラスマイナス岩橋 | 2      | 0    | 1    | 0    | 0    | 0    | 0    | 1    |

| 出番順 | 名前           | 得点計 | 文枝 | 関根 | 勝俣 | 木村 | 石井 | 板尾 | 高田 |
| ------ | -------------- | ------ | ---- | ---- | ---- | ---- | ---- | ---- | ---- |
| 1      | ヒューマン中村 | 10     | 1    | 2    | 2    | 1    | 2    | 1    | 1    |
| 2      | 三遊亭こうもり | 0      | 0    | 0    | 0    | 0    | 0    | 0    | 0    |
| 3      | 田上よしえ     | 9      | 2    | 0    | 0    | 2    | 1    | 2    | 2    |
| 4      | 桂三度         | 2      | 0    | 1    | 1    | 0    | 0    | 0    | 0    |

| 出番順 | 名前             | 得点計 | 文枝 | 関根 | 勝俣 | 木村 | 石井 | 板尾 | 高田 |
| ------ | ---------------- | ------ | ---- | ---- | ---- | ---- | ---- | ---- | ---- |
| 1      | キンタロー。     | 2      | 0    | 0    | 0    | 0    | 0    | 1    | 1    |
| 2      | スギちゃん       | 5      | 1    | 1    | 2    | 0    | 1    | 0    | 0    |
| 3      | アンドーひであき | 12     | 2    | 2    | 0    | 2    | 2    | 2    | 2    |
| 4      | 雷ジャクソン高本 | 2      | 0    | 0    | 1    | 1    | 0    | 0    | 0    |

| 出番順 | 名前             | 得票数 | 文枝 | 関根 | 勝俣 | 木村 | 石井 | 板尾 | 高田 |
| ------ | ---------------- | ------ | ---- | ---- | ---- | ---- | ---- | ---- | ---- |
| 1      | 三浦マイルド     | 7      | ★    | ★    | ★    | ★    | ★    | ★    | ★    |
| 2      | ヒューマン中村   | 0      |      |      |      |      |      |      |      |
| 3      | アンドーひであき | 0      |      |      |      |      |      |      |      |

備考
- 準決勝の観客投票の上位3人は、1位：岸学、2位：アンドーひであき、3位：キンタロー。で、3人とも決勝進出。
- 第1回以来、実に10大会ぶりに落語家が決勝進出を果たした（三遊亭こうもり、桂三度）[注 22]。
- プロダクション人力舎所属芸人（田上よしえ）が初めて決勝進出した。
- 岸学が史上初となる2度目の返り咲きを果たした。
- ゴールデンの放送では初めて、前年の大会の方式をそのまま引き継いだ。
- 審査員は第6回（2008年）以来2回目、7人体制では初となる全員経験者である。
- ファイナルステージの指名投票制が導入されてから初めて、満場一致で優勝者が決定した。
  - 第2回（2004年）から10年連続で吉本所属の芸人が優勝した。

### 第12回（2014年）
| 成績              | 名前 所属事務所                                         | No.  | 決勝進出歴        | キャッチコピー                | ブロック 予選出番 |
| ----------------- | ------------------------------------------------------- | ---- | ----------------- | ----------------------------- | ----------------- |
| 優勝              | やまもとまさみ 佐藤企画                                 | 1915 | 7年ぶり 2回目     | 開演!お一人さま劇場           | B-3番             |
| 2位               | レイザーラモンRG よしもとクリエイティブ・エージェンシー | 1348 | 初進出            | 本家あるあるシンガー          | A-1番             |
| 2位               | 馬と魚 よしもとクリエイティブ・エージェンシー           | 2469 | 初進出 ノーシード | それいけ!雰囲気ミュージシャン | C-2番             |
| ブロック 予選敗退 | ヒューマン中村 よしもとクリエイティブ・エージェンシー   | 1227 | 4年連続 4回目     | 盤石のフリップ職人            | A-2番             |
| ブロック 予選敗退 | スギちゃん サンミュージックプロダクション               | 1152 | 3年連続 3回目     | ワイルドの頂点へ              | A-4番             |
| ブロック 予選敗退 | TAIGA オスカープロモーション                            | 1938 | 初進出            | めでたいロックンローラー      | A-3番             |
| ブロック 予選敗退 | 中山女子短期大学 よしもとクリエイティブ・エージェンシー | 2176 | 初進出 ノーシード | 鬼気迫るエンターテナー        | B-4番             |
| ブロック 予選敗退 | 小森園ひろし よしもとクリエイティブ・エージェンシー     | 1191 | 初進出            | 熱血コント魂                  | B-1番             |
| ブロック 予選敗退 | ミヤシタガク フリー                                     | 158  | 初進出 ノーシード | この男、ご注意下さい          | B-2番             |
| ブロック 予選敗退 | バイク川崎バイク よしもとクリエイティブ・エージェンシー | 1222 | 初進出            | アクセル全開!漫談ライダー     | C-1番             |
| ブロック 予選敗退 | おぐ SMA                                                | 43   | 初進出 ノーシード | 鏡の前のマリオネット          | C-3番             |
| ブロック 予選敗退 | じゅんいちダビッドソン アミー・パーク                   | 79   | 初進出 ノーシード | 笑いのエースストライカー      | C-4番             |

| 出番順 | 名前             | 得点計 | 文枝 | 関根 | 天野 | 清水 | 木村 | 石井 | 板尾 | d        |
| ------ | ---------------- | ------ | ---- | ---- | ---- | ---- | ---- | ---- | ---- | -------- |
| 1      | レイザーラモンRG | 11     | 0    | 3    | 2    | 2    | 2    | 0    | 2    | 0（12%） |
| 2      | ヒューマン中村   | 8      | 1    | 0    | 1    | 1    | 1    | 2    | 1    | 1（20%） |
| 3      | TAIGA            | 2      | 2    | 0    | 0    | 0    | 0    | 0    | 0    | 0（19%） |
| 4      | スギちゃん       | 3      | 0    | 0    | 0    | 0    | 0    | 1    | 0    | 2（49%） |

| 出番順 | 名前             | 得点計 | 文枝 | 関根 | 天野 | 清水 | 木村 | 石井 | 板尾 | d        |
| ------ | ---------------- | ------ | ---- | ---- | ---- | ---- | ---- | ---- | ---- | -------- |
| 1      | 小森園ひろし     | 1      | 1    | 0    | 0    | 0    | 0    | 0    | 0    | 0（16%） |
| 2      | ミヤシタガク     | 0      | 0    | 0    | 0    | 0    | 0    | 0    | 0    | 0（18%） |
| 3      | やまもとまさみ   | 15     | 2    | 2    | 2    | 2    | 2    | 2    | 1    | 2（34%） |
| 4      | 中山女子短期大学 | 8      | 0    | 1    | 1    | 1    | 1    | 1    | 2    | 1（32%） |

| 出番順 | 名前                   | 得点計 | 文枝 | 関根 | 天野 | 清水 | 木村 | 石井 | 板尾 | d        |
| ------ | ---------------------- | ------ | ---- | ---- | ---- | ---- | ---- | ---- | ---- | -------- |
| 1      | バイク川崎バイク       | 5      | 0    | 1    | 1    | 1    | 0    | 0    | 0    | 2（30%） |
| 2      | 馬と魚                 | 14     | 3    | 2    | 2    | 1    | 1    | 2    | 2    | 1（27%） |
| 3      | おぐ                   | 4      | 0    | 0    | 0    | 1    | 2    | 1    | 0    | 0（17%） |
| 4      | じゅんいちダビッドソン | 1      | 0    | 0    | 0    | 0    | 0    | 0    | 1    | 0（26%） |

| 出番順 | 名前             | 得票数 | 文枝 | 関根 | 天野 | 清水 | 木村 | 石井 | 板尾 | d        |
| ------ | ---------------- | ------ | ---- | ---- | ---- | ---- | ---- | ---- | ---- | -------- |
| 1      | レイザーラモンRG | 0      |      |      |      |      |      |      |      | （25%）  |
| 2      | やまもとまさみ   | 8      | ★    | ★    | ★    | ★    | ★    | ★    | ★    | ★（62%） |
| 3      | 馬と魚           | 0      |      |      |      |      |      |      |      | （13%）  |

備考
- 決勝進出者のうち、中山女子短期大学は準決勝の観客投票1位である。
- 決勝初進出9人は、初回を除けば大会史上最多タイ。
- 『M-1』『THE MANZAI』『キングオブコント』と合わせて、佐藤企画所属の芸人（やまもとまさみ）が初めて決勝進出、さらに初の優勝を果たした。
  - 吉本以外の事務所から優勝者が出たのは第1回以来、実に11大会ぶり。
  - 40代の芸人、決勝返り咲きの芸人が優勝したのは初めて。
  - 2年連続で満場一致で優勝者が決定した。

### 第13回（2015年）
| 成績                    | 名前 所属事務所                                             | No.  | 決勝進出歴        | キャッチコピー               | ファースト 出番 |
| ----------------------- | ----------------------------------------------------------- | ---- | ----------------- | ---------------------------- | --------------- |
| 優勝                    | じゅんいちダビッドソン アミー・パーク                       | 3611 | 2年連続 2回目     | 笑いのエースストライカー     | C-3番           |
| 2位                     | マツモトクラブ SMA                                          | 862  | 初進出 ノーシード | （復活ステージ2位）          | B-4番           |
| 3位                     | ゆりやんレトリィバァ よしもとクリエイティブ・エージェンシー | 2068 | 初進出 ノーシード | 気分はアカデミー女優         | A-1番           |
| ファースト ステージ敗退 | とにかく明るい安村 よしもとクリエイティブ・エージェンシー   | 385  | 初進出 ノーシード | 安全の裸ミュージアム         | A-3番           |
| ファースト ステージ敗退 | COWCOW善し よしもとクリエイティブ・エージェンシー           | 3602 | 4年ぶり 5回目     | （復活ステージ3位）          | A-4番           |
| ファースト ステージ敗退 | あばれる君 ワタナベエンターテインメント                     | 3642 | 初進出            | 情熱の暴れん坊少年           | A-2番           |
| ファースト ステージ敗退 | エハラマサヒロ よしもとクリエイティブ・エージェンシー       | 3621 | 5年ぶり 3回目     | ニクい笑顔のエンターテイナー | B-2番           |
| ファースト ステージ敗退 | 厚切りジェイソン ワタナベエンターテインメント               | 378  | 初進出 ノーシード | 芸歴4ヶ月の異国芸人          | B-1番           |
| ファースト ステージ敗退 | アジアン馬場園 よしもとクリエイティブ・エージェンシー       | 1933 | 初進出 ノーシード | ひとり芸の“時”は来た         | B-3番           |
| ファースト ステージ敗退 | やまもとまさみ 佐藤企画                                     | 3711 | 2年連続 3回目     | R-1ぐらんぷり2014王者        | C-2番           |
| ファースト ステージ敗退 | ヒューマン中村 よしもとクリエイティブ・エージェンシー       | 3733 | 5年連続 5回目     | （復活ステージ1位）          | C-4番           |
| ファースト ステージ敗退 | NON STYLE石田 よしもとクリエイティブ・エージェンシー        | 3680 | 初進出            | 2つめの王座ねらってます。    | C-1番           |

| 出番順 | 名前                 | 得点計 | 文枝 | 関根 | 天野 | 勝俣 | 板尾 | d        |
| ------ | -------------------- | ------ | ---- | ---- | ---- | ---- | ---- | -------- |
| 1      | ゆりやんレトリィバァ | 9      | 3    | 1    | 1    | 2    | 2    | 0（11%） |
| 2      | あばれる君           | 1      | 0    | 0    | 0    | 0    | 0    | 1（19%） |
| 3      | とにかく明るい安村   | 7      | 0    | 2    | 2    | 1    | 0    | 2（28%） |
| 4      | COWCOW善し           | 4      | 0    | 0    | 0    | 0    | 1    | 3（42%） |

| 出番順 | 名前             | 得点計 | 文枝 | 関根 | 天野 | 勝俣 | 板尾 | d        |
| ------ | ---------------- | ------ | ---- | ---- | ---- | ---- | ---- | -------- |
| 1      | 厚切りジェイソン | 3      | 0    | 0    | 0    | 1    | 0    | 2（31%） |
| 2      | エハラマサヒロ   | 4      | 0    | 2    | 2    | 0    | 0    | 0（9%）  |
| 3      | アジアン馬場園   | 2      | 1    | 0    | 0    | 0    | 0    | 1（12%） |
| 4      | マツモトクラブ   | 12     | 2    | 1    | 1    | 2    | 3    | 3（48%） |

| 出番順 | 名前                   | 得点計 | 文枝 | 関根 | 天野 | 勝俣 | 板尾 | d        |
| ------ | ---------------------- | ------ | ---- | ---- | ---- | ---- | ---- | -------- |
| 1      | NON STYLE石田          | 1      | 0    | 0    | 0    | 0    | 0    | 1（21%） |
| 2      | やまもとまさみ         | 7      | 0    | 2    | 2    | 1    | 2    | 0（16%） |
| 3      | じゅんいちダビッドソン | 9      | 2    | 1    | 1    | 2    | 1    | 2（24%） |
| 4      | ヒューマン中村         | 4      | 1    | 0    | 0    | 0    | 0    | 3（39%） |

| 出番順 | 名前                   | 得点計 | 文枝 | 関根 | 天野 | 勝俣 | 板尾 | d        |
| ------ | ---------------------- | ------ | ---- | ---- | ---- | ---- | ---- | -------- |
| 1      | ゆりやんレトリィバァ   | 4      | 0    | 2    | 1    | 0    | 0    | 1（15%） |
| 2      | マツモトクラブ         | 4      | 1    | 0    | 0    | 1    | 0    | 2（32%） |
| 3      | じゅんいちダビッドソン | 13     | 2    | 1    | 2    | 2    | 3    | 3（53%） |

備考
- 決勝進出者のうち厚切りジェイソンとゆりやんレトリィバァは、それぞれ準決勝の観客投票1位・2位である。そのうちゆりやんはファイナルステージにも進出した。
- 大会史上初めて、外国人（厚切りジェイソン）が決勝進出を果たした。さらにジェイソンは大会史上初となる、芸歴1年目での決勝進出を成し遂げた。
- 「復活ステージ」として5年ぶりに敗者復活戦が復活。12人中3人が復活枠となり、正規の決勝進出者は9人になった。
  - マツモトクラブが敗者復活枠として初めてファイナルステージ進出を果たした。
- 2年連続でトップバッターがファイナルステージに進出した。
- アミー・パーク所属の芸人（じゅんいちダビッドソン）が初めて決勝進出、さらに初の優勝を果たした。
  - 2年連続で吉本以外所属の40代の芸人が優勝した。
- 第11回（2013年）から3年連続で、ファイナルステージで優勝者以外の2人が同点となった。同点となった2人の順位は、マツモトクラブが2位、ゆりやんレトリィバァが3位とされた[注 23]。

### 第14回（2016年）
| 成績                    | 名前 所属事務所                                               | No.  | 決勝進出歴        | キャッチコピー                   | ファースト 出番 |
| ----------------------- | ------------------------------------------------------------- | ---- | ----------------- | -------------------------------- | --------------- |
| 優勝                    | ハリウッドザコシショウ SMA                                    | 1169 | 初進出 ノーシード | ルール無用のお笑い超人           | B-1番           |
| 2位                     | 小島よしお サンミュージックプロダクション                     | 3712 | 初進出            | 進化をやめない肉体派             | A-2番           |
| 3位                     | ゆりやんレトリィバァ よしもとクリエイティブ・エージェンシー   | 3756 | 2年連続 2回目     | リズミカルぽっちゃりクイーン     | C-2番           |
| ファースト ステージ敗退 | エハラマサヒロ よしもとクリエイティブ・エージェンシー         | 3703 | 2年連続 4回目     | ニクい笑顔のエンターテイナー     | A-1番           |
| ファースト ステージ敗退 | シャンプーハットこいで よしもとクリエイティブ・エージェンシー | 3774 | 初進出            | 規格外の絵心芸人                 | A-3番           |
| ファースト ステージ敗退 | サンシャイン池崎 ワタナベエンターテインメント                 | 3720 | 初進出            | （復活ステージ3位）              | A-4番           |
| ファースト ステージ敗退 | 横澤夏子 よしもとクリエイティブ・エージェンシー               | 3656 | 初進出            | おもしろガールズコレクション     | B-3番           |
| ファースト ステージ敗退 | おいでやす小田 よしもとクリエイティブ・エージェンシー         | 3780 | 初進出            | 関西発!びっくり劇場              | B-2番           |
| ファースト ステージ敗退 | ルシファー吉岡 マセキ芸能社                                   | 3707 | 初進出            | （復活ステージ2位）              | B-4番           |
| ファースト ステージ敗退 | 厚切りジェイソン ワタナベエンターテインメント                 | 3639 | 2年連続 2回目     | Why! Japanese people             | C-1番           |
| ファースト ステージ敗退 | マツモトクラブ SMA                                            | 3683 | 2年連続 2回目     | （復活ステージ1位）              | C-4番           |
| ファースト ステージ敗退 | とにかく明るい安村 よしもとクリエイティブ・エージェンシー     | 3765 | 2年連続 2回目     | 「安心してください、着てますよ」 | C-3番           |

| 出番順 | 名前                   | 得点計 | 関根 | ヒロミ | 清水 | 板尾 | 寛平 | d        |
| ------ | ---------------------- | ------ | ---- | ------ | ---- | ---- | ---- | -------- |
| 1      | エハラマサヒロ         | 7      | 0    | 0      | 1    | 3    | 1    | 2（22%） |
| 2      | 小島よしお             | 11     | 2    | 2      | 2    | 0    | 2    | 3（45%） |
| 3      | シャンプーハットこいで | 2      | 1    | 0      | 0    | 0    | 0    | 1（20%） |
| 4      | サンシャイン池崎       | 1      | 0    | 1      | 0    | 0    | 0    | 0（13%） |

| 出番順 | 名前                   | 得点計 | 関根 | ヒロミ | 清水 | 板尾 | 寛平 | d        |
| ------ | ---------------------- | ------ | ---- | ------ | ---- | ---- | ---- | -------- |
| 1      | ハリウッドザコシショウ | 15     | 3    | 2      | 3    | 3    | 2    | 2（27%） |
| 2      | おいでやす小田         | 2      | 0    | 1      | 0    | 0    | 1    | 0（14%） |
| 3      | 横澤夏子               | 3      | 0    | 0      | 0    | 0    | 0    | 3（43%） |
| 4      | ルシファー吉岡         | 1      | 0    | 0      | 0    | 0    | 0    | 1（17%） |

| 出番順 | 名前                 | 得点計 | 関根 | ヒロミ | 清水 | 板尾 | 寛平 | d        |
| ------ | -------------------- | ------ | ---- | ------ | ---- | ---- | ---- | -------- |
| 1      | 厚切りジェイソン     | 5      | 2    | 1      | 0    | 0    | 1    | 1（17%） |
| 2      | ゆりやんレトリィバァ | 8      | 0    | 1      | 1    | 2    | 2    | 2（23%） |
| 3      | とにかく明るい安村   | 4      | 1    | 0      | 2    | 1    | 0    | 0（15%） |
| 4      | マツモトクラブ       | 4      | 0    | 1      | 0    | 0    | 0    | 3（45%） |

| 出番順 | 名前                   | 得点計 | 関根 | ヒロミ | 清水 | 板尾 | 寛平 | d        |
| ------ | ---------------------- | ------ | ---- | ------ | ---- | ---- | ---- | -------- |
| 1      | 小島よしお             | 4      | 0    | 0      | 0    | 1    | 1    | 2（41%） |
| 2      | ハリウッドザコシショウ | 16     | 3    | 3      | 3    | 2    | 2    | 3（43%） |
| 3      | ゆりやんレトリィバァ   | 1      | 0    | 0      | 0    | 0    | 0    | 1（16%） |

備考
- オープニング映像の背景が、冠スポンサーのCygamesの作品である『グランブルーファンタジー』のものになっている。
- マツモトクラブが2年連続で復活ステージを突破した。
- 優勝したハリウッドザコシショウは、準決勝の観客投票でも1位だった。また、芸歴23年目・42歳での優勝は史上最長・最年長記録である。
  - 3年連続で吉本以外所属の40代の芸人が優勝した[注 24]。
  - 初めて過去に出場歴があり、かつ準決勝を経験したことがない芸人が優勝した。

### 第15回（2017年）
| 成績                    | 名前 所属事務所                                             | No.  | 決勝進出歴        | キャッチコピー                 | ファースト 出番 |
| ----------------------- | ----------------------------------------------------------- | ---- | ----------------- | ------------------------------ | --------------- |
| 優勝                    | アキラ100% SMA                                              | 3750 | 初進出            | 見えたらゴメンなさい           | C-3番           |
| 2位                     | サンシャイン池崎 ワタナベエンターテインメント               | 3728 | 2年連続 2回目     | （復活ステージ3位）            | A-4番           |
| 3位                     | 石出奈々子 浅井企画                                         | 3723 | 初進出            | アニメの国の夢の少女           | B-2番           |
| ファースト ステージ敗退 | 三浦マイルド よしもとクリエイティブ・エージェンシー         | 3650 | 4年ぶり 2回目     | R-1ぐらんぷり2013チャンピオン  | A-3番           |
| ファースト ステージ敗退 | 横澤夏子 よしもとクリエイティブ・エージェンシー             | 3660 | 2年連続 2回目     | おもしろガールズコレクション   | A-2番           |
| ファースト ステージ敗退 | レイザーラモンRG よしもとクリエイティブ・エージェンシー     | 3697 | 3年ぶり 2回目     | I am プレジデント              | A-1番           |
| ファースト ステージ敗退 | ゆりやんレトリィバァ よしもとクリエイティブ・エージェンシー | 3765 | 3年連続 3回目     | ナチュラル系ぽっちゃりクイーン | B-1番           |
| ファースト ステージ敗退 | ルシファー吉岡 マセキ芸能社                                 | 3704 | 2年連続 2回目     | 輝け!コント男優                | B-3番           |
| ファースト ステージ敗退 | 紺野ぶるま 松竹芸能                                         | 37   | 初進出 ノーシード | （復活ステージ2位）            | B-4番           |
| ファースト ステージ敗退 | おいでやす小田 よしもとクリエイティブ・エージェンシー       | 3768 | 2年連続 2回目     | （復活ステージ1位）            | C-4番           |
| ファースト ステージ敗退 | ブルゾンちえみ ワタナベエンターテインメント                 | 785  | 初進出 ノーシード | イイ女、ここにいます。         | C-1番           |
| ファースト ステージ敗退 | マツモトクラブ SMA                                          | 3716 | 3年連続 3回目     | さすらいの独りシネマ           | C-2番           |

| 出番順 | 名前             | 得点計 | 文枝 | 関根 | 清水 | ヒロミ | 板尾 | d        |
| ------ | ---------------- | ------ | ---- | ---- | ---- | ------ | ---- | -------- |
| 1      | レイザーラモンRG | 0      | 0    | 0    | 0    | 0      | 0    | 0（4%）  |
| 2      | 横澤夏子         | 3      | 0    | 0    | 1    | 0      | 0    | 2（27%） |
| 3      | 三浦マイルド     | 8      | 2    | 1    | 0    | 2      | 2    | 1（21%） |
| 4      | サンシャイン池崎 | 10     | 1    | 2    | 2    | 1      | 1    | 3（48%） |

| 出番順 | 名前                 | 得点計 | 文枝 | 関根 | 清水 | ヒロミ | 板尾 | d        |
| ------ | -------------------- | ------ | ---- | ---- | ---- | ------ | ---- | -------- |
| 1      | ゆりやんレトリィバァ | 6      | 1    | 0    | 0    | 1      | 1    | 3（37%） |
| 2      | 石出奈々子           | 10     | 0    | 2    | 2    | 2      | 2    | 2（32%） |
| 3      | ルシファー吉岡       | 5      | 2    | 1    | 1    | 0      | 0    | 1（17%） |
| 4      | 紺野ぶるま           | 0      | 0    | 0    | 0    | 0      | 0    | 0（14%） |

| 出番順 | 名前           | 得点計 | 文枝 | 関根 | 清水 | ヒロミ | 板尾 | d        |
| ------ | -------------- | ------ | ---- | ---- | ---- | ------ | ---- | -------- |
| 1      | ブルゾンちえみ | 5      | 1    | 0    | 1    | 0      | 0    | 3（44%） |
| 2      | マツモトクラブ | 0      | 0    | 0    | 0    | 0      | 0    | 0（7%）  |
| 3      | アキラ100%     | 9      | 0    | 2    | 2    | 1      | 2    | 2（39%） |
| 4      | おいでやす小田 | 7      | 2    | 1    | 0    | 2      | 1    | 1（10%） |

| 出番順 | 名前             | 得点計 | 文枝 | 関根 | 清水 | ヒロミ | 板尾 | d        |
| ------ | ---------------- | ------ | ---- | ---- | ---- | ------ | ---- | -------- |
| 1      | サンシャイン池崎 | 5      | 0    | 1    | 1    | 1      | 0    | 2（30%） |
| 2      | 石出奈々子       | 2      | 1    | 0    | 0    | 0      | 0    | 1（10%） |
| 3      | アキラ100%       | 14     | 2    | 2    | 2    | 2      | 3    | 3（60%） |

備考
- 3回戦と準決勝の間に準々決勝が導入された。
- 決勝初進出者の割合が過去最低となった（33.3%）。
- 女性の決勝進出者は過去最多の5人。
  - 浅井企画所属芸人（石出奈々子）が初めて決勝進出した。
- 上位3人全員が吉本以外の事務所所属の芸人になったのは、大会史上初。
- アキラ100%が前回のハリウッドザコシショウと並び、史上最年長となる42歳での優勝を果たした。
  - 4年連続で吉本以外所属の40代の芸人が優勝した。
  - 2年連続で同じ事務所（SMA）の芸人が優勝したのは、吉本以外では初。

### 第16回（2018年）
| 成績                    | 名前 所属事務所                                                   | No.  | 決勝進出歴        | キャッチコピー            | ファースト 出番 |
| ----------------------- | ----------------------------------------------------------------- | ---- | ----------------- | ------------------------- | --------------- |
| 優勝                    | 濱田祐太郎 よしもとクリエイティブ・エージェンシー                 | 3667 | 初進出            | オンリーワン漫談          | C-1番           |
| 2位                     | ゆりやんレトリィバァ よしもとクリエイティブ・エージェンシー       | 3785 | 4年連続 4回目     | 絶好調ぽっちゃりクイーン  | B-3番           |
| 3位                     | おぐ SMA                                                          | 3688 | 4年ぶり 2回目     | 輝く!うすい彗星           | A-4番           |
| ファースト ステージ敗退 | おいでやす小田 よしもとクリエイティブ・エージェンシー             | 3672 | 3年連続 3回目     | はじけろ!怒りのボルテージ | A-3番           |
| ファースト ステージ敗退 | カニササレアヤコ フリー                                           | 1043 | 初進出 ノーシード | 雅なるダークホース        | A-2番           |
| ファースト ステージ敗退 | ルシファー吉岡 マセキ芸能社                                       | 3722 | 3年連続 3回目     | 円熟のコント男優          | A-1番           |
| ファースト ステージ敗退 | チョコレートプラネット長田 よしもとクリエイティブ・エージェンシー | 3737 | 初進出            | 完全自作自演ランド        | B-2番           |
| ファースト ステージ敗退 | 霜降り明星 せいや よしもとクリエイティブ・エージェンシー          | 2574 | 初進出 ノーシード | （復活ステージ2位）       | B-4番           |
| ファースト ステージ敗退 | 河邑ミク 松竹芸能                                                 | 2372 | 初進出 ノーシード | 大阪ナリキリ娘            | B-1番           |
| ファースト ステージ敗退 | マツモトクラブ SMA                                                | 3768 | 4年連続 4回目     | （復活ステージ1位）       | C-4番           |
| ファースト ステージ敗退 | 霜降り明星 粗品 よしもとクリエイティブ・エージェンシー            | 3739 | 初進出            | めくるめくフリップ王子    | C-3番           |
| ファースト ステージ敗退 | 紺野ぶるま 松竹芸能                                               | 3747 | 2年連続 2回目     | 恋する毒ガール            | C-2番           |

| 出番順 | 名前             | 得点計 | 文枝 | 関根 | 久本 | 陣内 | ヒロミ | d       |
| ------ | ---------------- | ------ | ---- | ---- | ---- | ---- | ------ | ------- |
| 1      | ルシファー吉岡   | 1      | 0    | 1    | 0    | 0    | 0      | 0（6%)  |
| 2      | カニササレアヤコ | 3      | 1    | 0    | 0    | 0    | 1      | 1（12%) |
| 3      | おいでやす小田   | 6      | 2    | 0    | 2    | 0    | 0      | 2（39%) |
| 4      | おぐ             | 11     | 0    | 2    | 1    | 3    | 2      | 3（43%) |

| 出番順 | 名前                       | 得点計 | 文枝 | 関根 | 久本 | 陣内 | ヒロミ | d       |
| ------ | -------------------------- | ------ | ---- | ---- | ---- | ---- | ------ | ------- |
| 1      | 河邑ミク                   | 0      | 0    | 0    | 0    | 0    | 0      | 0（16%) |
| 2      | チョコレートプラネット長田 | 10     | 2    | 2    | 1    | 1    | 2      | 2（21%) |
| 3      | ゆりやんレトリィバァ       | 10     | 1    | 1    | 2    | 2    | 1      | 3（44%) |
| 4      | 霜降り明星 せいや          | 1      | 0    | 0    | 0    | 0    | 0      | 1（19%) |

| 出番順 | 名前            | 得点計 | 文枝 | 関根 | 久本 | 陣内 | ヒロミ | d       |
| ------ | --------------- | ------ | ---- | ---- | ---- | ---- | ------ | ------- |
| 1      | 濱田祐太郎      | 8      | 3    | 0    | 0    | 1    | 1      | 3（36%) |
| 2      | 紺野ぶるま      | 0      | 0    | 0    | 0    | 0    | 0      | 0（7%)  |
| 3      | 霜降り明星 粗品 | 5      | 0    | 0    | 0    | 2    | 2      | 1（28%) |
| 4      | マツモトクラブ  | 8      | 0    | 3    | 3    | 0    | 0      | 2（29%) |

| 出番順 | 名前                 | 得点計 | 文枝 | 関根 | 久本 | 陣内 | ヒロミ | d        |
| ------ | -------------------- | ------ | ---- | ---- | ---- | ---- | ------ | -------- |
| 1      | おぐ                 | 4      | 0    | 0    | 0    | 2    | 1      | 1（16%） |
| 2      | ゆりやんレトリィバァ | 5      | 0    | 2    | 1    | 0    | 0      | 2（17%） |
| 3      | 濱田祐太郎           | 12     | 3    | 1    | 2    | 1    | 2      | 3（67%） |

備考
- 陣内智則が初めて審査員として出演した。『R-1』で決勝出場経験者が審査員を務めたのは初めて。
- 敗者復活枠が2人に減少し、正規の決勝進出者は10人となった。
  - せいやが復活ステージ2位で決勝進出を果たしたことにより、霜降り明星が史上初めてコンビ揃っての決勝進出を果たした[注 26]。
  - マツモトクラブが復活ステージで最多となる3度目の突破を果たした。
- 持ち点制で初めて同点首位が起こった（2度）。これにより、お茶の間(d)投票の上位が勝者となるルールが適用された。
- ゆりやんレトリィバァが最多となる3度目のファイナルステージ進出を果たした。
- Cブロックの審査発表時、先天性緑内障の影響により審査発表のモニターを見ることが困難な濱田祐太郎に対し、紺野ぶるまがモニターに映し出された動きを口頭で説明する様子が見られた。なお、この対応はインターネット上で大きな話題となった[22][23]。
- 濱田祐太郎は第1回（2002年）のだいたひかる以来となる芸歴5年目での優勝を果たし、平成生まれとしては初の優勝者となった。
  - 第11回（2013年）以来、5年ぶりに吉本所属の芸人が優勝した。

### 第17回（2019年）
| 成績                    | 名前 所属事務所                                                   | No.  | 決勝進出歴        | キャッチコピー                 | ファースト 出番 |
| ----------------------- | ----------------------------------------------------------------- | ---- | ----------------- | ------------------------------ | --------------- |
| 優勝                    | 霜降り明星 粗品 よしもとクリエイティブ・エージェンシー            | 2538 | 2年連続 2回目     | 2冠を狙う!フリップ王子         | B-2番           |
| 2位                     | セルライトスパ 大須賀 よしもとクリエイティブ・エージェンシー      | 2532 | 初進出            | 心優しきイクメン芸人           | A-4番           |
| 3位                     | だーりんず 松本りんす SMA                                         | 1595 | 初進出 ノーシード | 隠しきれない名人芸             | C-1番           |
| ファースト ステージ敗退 | こがけん よしもとクリエイティブ・エージェンシー                   | 715  | 初進出 ノーシード | オーマイガーなエンターテイナー | A-3番           |
| ファースト ステージ敗退 | チョコレートプラネット松尾 よしもとクリエイティブ・エージェンシー | 1079 | 初進出 ノーシード | 完コピ♥ビューティー劇場        | A-1番           |
| ファースト ステージ敗退 | クロスバー直撃 前野悠介 よしもとクリエイティブ・エージェンシー    | 2518 | 初進出            | 確かな品質のバカ職人           | A-2番           |
| ファースト ステージ敗退 | おいでやす小田 よしもとクリエイティブ・エージェンシー             | 2498 | 4年連続 4回目     | はじけろ!怒りのボルテージ      | B-1番           |
| ファースト ステージ敗退 | マツモトクラブ SMA                                                | 2467 | 5年連続 5回目     | （復活ステージ第2位）          | B-4番           |
| ファースト ステージ敗退 | ルシファー吉岡 マセキ芸能社                                       | 2472 | 4年連続 4回目     | 円熟のコント男優               | B-3番           |
| ファースト ステージ敗退 | 三浦マイルド よしもとクリエイティブ・エージェンシー               | 2479 | 2年ぶり 3回目     | R-1ぐらんぷり2013王者          | C-3番           |
| ファースト ステージ敗退 | 河邑ミク 松竹芸能                                                 | 2496 | 2年連続 2回目     | 美しきナニワの怪演ガール       | C-2番           |
| ファースト ステージ敗退 | 岡野陽一 プロダクション人力舎                                     | 1572 | 初進出 ノーシード | （復活ステージ第1位）          | C-4番           |

| 出番順 | 名前                        | 得点計 | 文枝 | 関根 | 久本 | 陣内 | 友近 | 渡辺 |
| ------ | --------------------------- | ------ | ---- | ---- | ---- | ---- | ---- | ---- |
| 1      | チョコレートプラネット 松尾 | 1      | 0    | 0    | 0    | 0    | 0    | 1    |
| 2      | クロスバー直撃 前野悠介     | 0      | 0    | 0    | 0    | 0    | 0    | 0    |
| 3      | こがけん                    | 7      | 0    | 2    | 1    | 2    | 2    | 0    |
| 4      | セルライトスパ 大須賀       | 10     | 3    | 1    | 2    | 1    | 1    | 2    |

| 出番順 | 名前            | 得点計 | 文枝 | 関根 | 久本 | 陣内 | 友近 | 渡辺 |
| ------ | --------------- | ------ | ---- | ---- | ---- | ---- | ---- | ---- |
| 1      | おいでやす小田  | 6      | 2    | 2    | 2    | 0    | 0    | 0    |
| 2      | 霜降り明星 粗品 | 6      | 1    | 0    | 0    | 1    | 2    | 2    |
| 3      | ルシファー吉岡  | 2      | 0    | 0    | 0    | 0    | 1    | 1    |
| 4      | マツモトクラブ  | 4      | 0    | 1    | 1    | 2    | 0    | 0    |

| 出番順 | 名前                  | 得点計 | 文枝 | 関根 | 久本 | 陣内 | 友近 | 渡辺 |
| ------ | --------------------- | ------ | ---- | ---- | ---- | ---- | ---- | ---- |
| 1      | だーりんず 松本りんす | 8      | 2    | 3    | 2    | 0    | 0    | 1    |
| 2      | 河邑ミク              | 3      | 1    | 0    | 1    | 1    | 0    | 0    |
| 3      | 三浦マイルド          | 6      | 0    | 0    | 0    | 2    | 2    | 2    |
| 4      | 岡野陽一              | 1      | 0    | 0    | 0    | 0    | 1    | 0    |

| 出番順 | 名前                  | 得点計 | 文枝 | 関根 | 久本 | 陣内 | 友近 | 渡辺 |
| ------ | --------------------- | ------ | ---- | ---- | ---- | ---- | ---- | ---- |
| 1      | セルライトスパ 大須賀 | 7      | 3    | 0    | 0    | 2    | 2    | 0    |
| 2      | 霜降り明星 粗品       | 7      | 0    | 1    | 2    | 1    | 1    | 2    |
| 3      | だーりんず 松本りんす | 4      | 0    | 2    | 1    | 0    | 0    | 1    |

備考
- 1回戦の会場が東京と大阪のみになった。
- アマチュアの参加が不可能になった影響で、初めてエントリー数が前年を下回った（3795人→2542人）。
- 友近が初めて審査員として出演した。一方で2014年から実施されていたお茶の間(d)投票が廃止された。
- 初開催となった「R-1アマチュア動画ぐらんぷり2019」優勝者発表も行われ、「自作楽器芸」を披露したミスターデンジャー[24]が観覧席から出演した。
- マツモトクラブが復活ステージで最多となる4度目の突破を果たした。
- 大会史上初めて、ファイナルステージ進出者全員が非ピン芸人となった。
- 霜降り明星 粗品が、全国ネットのお笑い賞レース番組における漫才（M-1グランプリ2018）とピン芸の2冠を達成した。
  - 2年連続で同点首位が2度起こり、その両方で粗品が絡んでいた。今回はお茶の間(d)投票がないため、票を入れた審査員の多い方が勝者となるルールが適用され、粗品は同点首位のみでの優勝を果たした。
  - 2年連続で平成生まれの出場者が優勝した。また粗品は1990年代生まれで初の優勝者となり、第1回（2002年）のだいたひかるが守ってきた最年少優勝記録を更新した（26歳）。
  - 第10回（2012年）以来、7年ぶりに非ピン芸人が優勝した。

### 第18回（2020年）
| 成績                    | 名前 所属事務所                         | No.  | 決勝進出歴        | キャッチコピー               | ファースト 出番 |
| ----------------------- | --------------------------------------- | ---- | ----------------- | ---------------------------- | --------------- |
| 優勝                    | マヂカルラブリー野田クリスタル 吉本興業 | 2133 | 初進出 ノーシード | ハイパーオモシロクリエイター | A-4番           |
| 2位                     | 大谷健太 吉本興業                       | 2515 | 初進出            | （復活ステージ1位）          | C-4番           |
| 3位                     | すゑひろがりず南條 吉本興業             | 956  | 初進出 ノーシード | この芸人いとをかし           | B-4番           |
| ファースト ステージ敗退 | SAKURAI SMA                             | 1799 | 初進出 ノーシード | 謎の脱力系ロッカー           | A-3番           |
| ファースト ステージ敗退 | 守谷日和 吉本興業                       | 990  | 初進出            | ナニワの濃いくちアクター     | A-2番           |
| ファースト ステージ敗退 | メルヘン須長 ホリプロコム               | 2447 | 初進出            | 仮装研の女芸人               | A-1番           |
| ファースト ステージ敗退 | パーパーほしのディスコ マセキ芸能社     | 1743 | 初進出 ノーシード | ひとりぼっちの哀愁劇場       | B-3番           |
| ファースト ステージ敗退 | ななまがり森下 吉本興業                 | 1949 | 初進出 ノーシード | 令和のちょいヤバ芸人         | B-2番           |
| ファースト ステージ敗退 | ルシファー吉岡 マセキ芸能社             | 2469 | 5年連続 5回目     | 円熟のコント男優             | B-1番           |
| ファースト ステージ敗退 | ワタリ119 ワタナベエンターテインメント  | 970  | 初進出 ノーシード | 出動!お笑いレスキュー        | C-3番           |
| ファースト ステージ敗退 | おいでやす小田 吉本興業                 | 2521 | 5年連続 5回目     | はじけろ!怒りのボルテージ    | C-2番           |
| ファースト ステージ敗退 | ヒューマン中村 吉本興業                 | 995  | 5年ぶり 6回目     | 帰ってきたネタ職人           | C-1番           |

| 出番順 | 名前                           | 得点計 | 文枝 | 関根 | 久本 | 陣内 | 友近 | 勝俣 | d        | Twitter  |
| ------ | ------------------------------ | ------ | ---- | ---- | ---- | ---- | ---- | ---- | -------- | -------- |
| 1      | メルヘン須長                   | 2      | 0    | 0    | 0    | 0    | 0    | 0    | 2（18%） | 0（14%） |
| 2      | 守谷日和                       | 4      | 0    | 1    | 0    | 0    | 1    | 0    | 0（13%） | 2（19%） |
| 3      | SAKURAI                        | 9      | 2    | 0    | 1    | 1    | 2    | 1    | 1（16%） | 1（15%） |
| 4      | マヂカルラブリー野田クリスタル | 15     | 1    | 2    | 2    | 2    | 0    | 2    | 3（53%） | 3（52%） |

| 出番順 | 名前                   | 得点計 | 文枝 | 関根 | 久本 | 陣内 | 友近 | 勝俣 | d        | Twitter    |
| ------ | ---------------------- | ------ | ---- | ---- | ---- | ---- | ---- | ---- | -------- | ---------- |
| 1      | ルシファー吉岡         | 3      | 0    | 0    | 0    | 2    | 0    | 0    | 0（12%） | 1（15%）   |
| 2      | ななまがり森下         | 9      | 1    | 2    | 1    | 0    | 2    | 2    | 1（17%） | 0（14.8%） |
| 3      | パーパーほしのディスコ | 9      | 0    | 0    | 2    | 1    | 1    | 1    | 2（18%） | 2（21%）   |
| 4      | すゑひろがりず南條     | 9      | 2    | 1    | 0    | 0    | 0    | 0    | 3（53%） | 3（49.2%） |

| 出番順 | 名前           | 得点計 | 文枝 | 関根 | 久本 | 陣内 | 友近 | 勝俣 | d        | Twitter    |
| ------ | -------------- | ------ | ---- | ---- | ---- | ---- | ---- | ---- | -------- | ---------- |
| 1      | ヒューマン中村 | 2      | 0    | 0    | 0    | 0    | 0    | 0    | 1（14%） | 1（16.4%） |
| 2      | おいでやす小田 | 8      | 1    | 0    | 2    | 2    | 2    | 1    | 0（7%）  | 0（8.6%）  |
| 3      | ワタリ119      | 9      | 0    | 3    | 0    | 0    | 0    | 0    | 3（40%） | 3（42.2%） |
| 4      | 大谷健太       | 11     | 2    | 0    | 1    | 1    | 1    | 2    | 2（39%） | 2（32.9%） |

| 出番順 | 名前                           | 得点計 | 文枝 | 関根 | 久本 | 陣内 | 友近 | 勝俣 | d        | Twitter    |
| ------ | ------------------------------ | ------ | ---- | ---- | ---- | ---- | ---- | ---- | -------- | ---------- |
| 1      | マヂカルラブリー野田クリスタル | 16     | 0    | 3    | 3    | 2    | 0    | 2    | 3（41%） | 3（41.8%） |
| 2      | すゑひろがりず南條             | 5      | 2    | 0    | 0    | 0    | 1    | 0    | 1（26%） | 1（28.9%） |
| 3      | 大谷健太                       | 9      | 1    | 0    | 0    | 1    | 2    | 1    | 2（33%） | 2（29.3%） |

備考
- 2年連続でエントリー数が前年を下回った（2542人→2532人）。前年と同一の出場資格で減少したのは初めて。
- 第12回（2014年）以来6年ぶりに、決勝初進出者が9人となった。また、ノーシードからの決勝進出者が6人と過去最多となった。
- 新型コロナウイルス感染拡大の影響により、本番組初の無観客での開催となった。同日昼に行う敗者復活ステージも同様の理由で一般客の観覧が中止になった[7]。
- 昨年廃止していたお茶の間(d)投票が2年ぶりに復活。さらに視聴者がTwitterを経由して投票をするR-1Twitter投票が初めて導入された。このため、視聴者の票が計12票となった。
- 宮迫が2019年に起こした不祥事の影響により、本番組の司会を降板。宮迫に代わる形で昨年の優勝者である粗品（霜降り明星）が蛍原と共に司会を務めた。
- 3年連続で同点首位が発生し、さらに初めて3人が同点で並んだ（ファーストステージBブロック）。今回はお茶の間(d)投票とR-1Twitter投票の合計が最も多かった者が勝者となるルールが適用された。
- 敗者復活枠が1人のみとなり、正規の決勝進出者は11人となった。
  - 初めて復活ステージ勝者および上位5人をランキング形式で発表した。結果は以下の通り。
    - 1位 - 大谷健太
    - 2位 - ウエストランド 井口
    - 3位 - 紺野ぶるま
    - 4位 - ZAZY
    - 5位 - 三浦マイルド

  - 第15回（2017年）以来、3年ぶりに復活ステージ勝者がファイナルステージに進出した。
- すべてのブロックの順位が、出番が遅い順と同じになった[注 27]。
- 決勝がブロックトーナメント方式になった第10回（2012年）以降で初めて、ファイナルステージに進出した3人が決勝初進出者のみとなった。また、第10回以降でファイナルステージ進出者全員が吉本所属の芸人のみとなったのも今回が初である。
- マヂカルラブリー野田クリスタルは、全国ネットのお笑い賞レース番組にて、漫才（M-1グランプリ2017）、コント（キングオブコント2018）、ピン芸（本大会）の3芸種で決勝に進出した初の芸人である。
  - 準々決勝導入後、過去に準々決勝以上を経験したことがない芸人が優勝したのは野田が初めて。また、野田は前年で2回戦敗退に終わっており、第9回（2011年）以来9年ぶりとなる2回戦敗退に終わった回の翌年での優勝を果たした。
  - 今大会後、同年に行われた『M-1グランプリ2020』でマヂカルラブリーが優勝を果たしたため、2年連続でM-1とR-1の2冠達成者が現れることになった。

### 第19回（2021年）
| 順位 | 名前 所属事務所               | No.  | 決勝進出歴        | キャッチコピー              | ファースト | ファースト | ファイナル | ファイナル |
| 順位 | 名前 所属事務所               | No.  | 決勝進出歴        | キャッチコピー              | 出番       | 得点       | 出番       | 得点       |
| ---- | ----------------------------- | ---- | ----------------- | --------------------------- | ---------- | ---------- | ---------- | ---------- |
| 優勝 | ゆりやんレトリィバァ 吉本興業 | 2732 | 3年ぶり 5回目     | クイーンオブやりたい放題    | 10番       | 666点      | 2番        | 663点      |
| 2位  | ZAZY 吉本興業                 | 2727 | 初進出            | リズム系フリップ怪人        | 2番        | 669点      | 3番        | 656点      |
| 3位  | かが屋 賀屋 マセキ芸能社      | 840  | 初進出 ノーシード | 第七のコント男優            | 7番        | 655点      | 1番        | 650点      |
| 4位  | 高田ぽる子 マセキ芸能社       | 1470 | 初進出 ノーシード | 芸歴2才のぶっとび少女       | 9番        | 652点      |            |            |
| 5位  | 森本サイダー 松竹芸能         | 1156 | 初進出 ノーシード | はじける!笑いの声量飲料水   | 4番        | 650点      |            |            |
| 5位  | kento fukaya 吉本興業         | 2720 | 初進出            | 3連アートのマエストロ       | 8番        | 650点      |            |            |
| 7位  | 土屋 プロダクション人力舎     | 984  | 初進出 ノーシード | 妄走!ひとり言劇場           | 3番        | 647点      |            |            |
| 8位  | 吉住 プロダクション人力舎     | 2017 | 初進出 ノーシード | なりきりコントWoman         | 5番        | 646点      |            |            |
| 9位  | マツモトクラブ SMA            | 2738 | 2年ぶり 6回目     | （復活ステージ1位）         | 1番        | 637点      |            |            |
| 10位 | 寺田寛明 マセキ芸能社         | 2724 | 初進出            | 今夜開講!ウケたいゼミナール | 6番        | 633点      |            |            |

| 出番順 | 名前                 | 得点計 | 陣内 | 友近 | ホリ | 古坂 | 野田 | 川島 | ザコシ | Twitter |
| ------ | -------------------- | ------ | ---- | ---- | ---- | ---- | ---- | ---- | ------ | ------- |
| 1      | マツモトクラブ       | 637    | 89   | 93   | 93   | 94   | 88   | 89   | 88     | 3       |
| 2      | ZAZY                 | 669    | 93   | 95   | 95   | 99   | 95   | 93   | 94     | 5       |
| 3      | 土屋                 | 647    | 88   | 96   | 94   | 95   | 93   | 90   | 90     | 1       |
| 4      | 森本サイダー         | 650    | 91   | 91   | 96   | 96   | 92   | 90   | 93     | 1       |
| 5      | 吉住                 | 646    | 90   | 95   | 94   | 94   | 91   | 89   | 88     | 5       |
| 6      | 寺田寛明             | 633    | 87   | 89   | 93   | 93   | 89   | 88   | 89     | 5       |
| 7      | かが屋 賀屋          | 655    | 90   | 93   | 96   | 95   | 94   | 92   | 90     | 5       |
| 8      | kento fukaya         | 650    | 92   | 90   | 94   | 93   | 92   | 92   | 92     | 5       |
| 9      | 高田ぽる子           | 652    | 93   | 89   | 95   | 92   | 92   | 93   | 93     | 5       |
| 10     | ゆりやんレトリィバァ | 666    | 95   | 94   | 95   | 97   | 95   | 93   | 92     | 5       |

| 出番順 | 名前                 | 爆笑！ | おもしろい！ | いいね！ | 投票総数 |
| ------ | -------------------- | ------ | ------------ | -------- | -------- |
| 1      | マツモトクラブ       | 35%    | 38%          | 27%      | 71,046票 |
| 2      | ZAZY                 | 42%    | 22%          | 36%      | 84,214票 |
| 3      | 土屋                 | 10%    | 17%          | 73%      | 72,254票 |
| 4      | 森本サイダー         | 21%    | 23%          | 52%      | 75,072票 |
| 5      | 吉住                 | 35%    | 32%          | 33%      | 65,584票 |
| 6      | 寺田寛明             | 43%    | 29%          | 28%      | 69,921票 |
| 7      | かが屋 賀屋          | 64%    | 23%          | 13%      | 72,733票 |
| 8      | kento fukaya         | 43%    | 30%          | 27%      | 54,932票 |
| 9      | 高田ぽる子           | 39%    | 24%          | 37%      | 50,689票 |
| 10     | ゆりやんレトリィバァ | 58%    | 19%          | 23%      | 54,766票 |

| 出番順 | 名前                 | 得点計 | 陣内 | 友近 | ホリ | 古坂 | 野田 | 川島 | ザコシ | Twitter |
| ------ | -------------------- | ------ | ---- | ---- | ---- | ---- | ---- | ---- | ------ | ------- |
| 1      | かが屋 賀屋          | 650    | 92   | 94   | 95   | 93   | 90   | 91   | 90     | 5       |
| 2      | ゆりやんレトリィバァ | 663    | 92   | 93   | 96   | 98   | 94   | 93   | 92     | 5       |
| 3      | ZAZY                 | 656    | 91   | 96   | 95   | 93   | 91   | 92   | 93     | 5       |

- 審査員の各評点は番組終了後、公式ブログ・公式Twitterにて公開された。
- 陣内は機器の故障により、途中から点数をスタッフに直接口頭で伝える形をとっており、ゆりやんの点数を伝えた直後に93点と訂正したが反映されなかったことを、本人のYoutubeチャンネルにて言及している。

| 出番順 | 名前                 | 爆笑！ | おもしろい！ | いいね！ | 投票総数 |
| ------ | -------------------- | ------ | ------------ | -------- | -------- |
| 1      | かが屋 賀屋          | 62%    | 25%          | 13%      | 29,754票 |
| 2      | ゆりやんレトリィバァ | 62%    | 19%          | 19%      | 39,783票 |
| 3      | ZAZY                 | 54%    | 19%          | 27%      | 43,168票 |

備考
- この回より、大会名が『R-1グランプリ』に改められた。
- 3回戦が廃止され、予選は1回戦、2回戦、準々決勝、準決勝の4回になった。
- 第2回大会から司会を務めてきた蛍原に代わり、霜降り明星・広瀬アリスが新たに司会として就任[25][26]。進行役で女性タレントの起用は第8回（2010年）の優香以来、実に11年ぶりで4人目となった。
- 複数回決勝進出者の中で決勝進出経験者に連続出場者がおらず返り咲きのみとなった。
- 決勝が2008年大会以来、実に13年ぶりに大阪開催となった。また、この回のみ審査員席が観客席に挟まれていた。
- 審査員も大半が入れ替えとなり、野田クリスタルとハリウッドザコシショウが初めて審査員として出演した。『R-1』で歴代優勝者が審査員を務めたのは初めて[27]。
  - 加えて、復活ステージでもゲスト審査員に歴代優勝者3人（あべこうじ、COWCOW 多田、アキラ100%）が迎えられ、計5人の優勝経験者がリニューアルした大会で審査員を務めたことになった。
- 2012年大会から昨年大会まで適用されていたルールであるブロックトーナメント制が廃止され、10人（正規進出9人+敗者復活1人）による総当たり戦となり、ファーストステージ、ファイナルステージ共に採点制となった。ファイナルステージの得点は全員のネタ終了後3人分一斉に発表された。
- 今回から各ステージの表記に、アルファベットを使用した「1stステージ」「Finalステージ」も用いられるようになった[注 28]。
- 昨年に引き続き復活ステージ上位5人が発表された。結果は以下の通り。
  - 1位 - マツモトクラブ
  - 2位 - 真輝志
  - 3位 - シモタ
  - 4位 - Yes!アキト
  - 5位 - 西村ヒロチョ
- マツモトクラブが復活ステージで最多となる5度目の突破を果たした。
- ゆりやんレトリィバァが優勝した事により、第1回（2002年）大会優勝者のだいたひかる以来2人目の女性王者、第12回（2014年）大会優勝のやまもとまさみ以来2人目となる決勝返り咲きからの優勝、初の『R-1』と『女芸人No.1決定戦 THE W』の2冠、ファイナルステージで優勝・2位・3位を全て達成という4つの快挙を成し遂げた。また、THE Wを除いたお笑いコンテストで女性芸人が優勝するのもだいた以来である。
  - ゆりやんは自身が持つファイナルステージ進出回数の最多記録を4回に更新した。
- 準決勝から決勝ファイナルステージまでの全てにおいて、出順が2番目の芸人が通過・優勝した（準決勝：かが屋 賀屋、復活ステージ：マツモトクラブ、決勝ファーストステージ：ZAZY、決勝ファイナルステージ：ゆりやんレトリィバァ）。
- 今大会から大幅にリニューアルされたためか、トラブルが多く見られた。
  - 2人目までは各審査員の得点を順番に発表していたが、3人目からは一斉発表となった。
  - 審査員のコメントが各ネタに対して1人しかされなかった。
  - 「R-1Twitter投票」の投票時間の目安はおよそ1分とされていたが、実際にはBGMが流れてから締め切られるまで約30秒（ゆりやんレトリィバァなど） - 約85秒（ZAZY）とかなり開きがあった。
  - 8人目と9人目の結果発表後、ZAZYと賀屋のファイナルステージ進出決定の発表がされなかった。
  - 敗退者へのインタビュー時、レポーターであるはずのおいでやす小田の出番が全くなかった。高田ぽる子の敗退コメントの後に登場した小田は「ワシいらんやないかい！」と突っ込んだ。
  - 優勝者発表後、ゆりやんレトリィバァのファーストステージのネタがもう一度流された（配信ではカット）。

### 第20回（2022年）
| 順位 | 名前 所属事務所                                  | No.  | 決勝進出歴    | キャッチコピー      | ファースト | ファースト    | ファイナル | ファイナル |
| 順位 | 名前 所属事務所                                  | No.  | 決勝進出歴    | キャッチコピー      | 出番       | 得点          | 出番       | 得票       |
| ---- | ------------------------------------------------ | ---- | ------------- | ------------------- | ---------- | ------------- | ---------- | ---------- |
| 優勝 | お見送り芸人しんいち グレープカンパニー          | 3190 | 初進出        | 歌とギター          | 2番        | 463点 （3票） | 先攻       | 3票        |
| 2位  | ZAZY 吉本興業                                    | 3180 | 2年連続 2回目 | ZAZY最終章          | 6番        | 464点         | 後攻       | 2票        |
| 3位  | 吉住 プロダクション人力舎                        | 3188 | 2年連続 2回目 | 憑依型一人コント    | 4番        | 463点 （2票） |            |            |
| 3位  | 金の国 渡部おにぎり ワタナベエンターテインメント | 3175 | 初進出        | 今宵ピン芸人として  | 8番        | 463点 （0票） |            |            |
| 5位  | サツマカワRPG ケイダッシュステージ               | 3174 | 初進出        | 決勝への攻略法      | 5番        | 459点         |            |            |
| 6位  | 寺田寛明 マセキ芸能社                            | 3199 | 2年連続 2回目 | 文字へのこだわり    | 7番        | 451点         |            |            |
| 7位  | kento fukaya 吉本興業                            | 3163 | 2年連続 2回目 | フリップの向こう側  | 1番        | 449点         |            |            |
| 8位  | Yes!アキト サンミュージックプロダクション        | 3178 | 初進出        | （復活ステージ1位） | 3番        | 447点         |            |            |

| 出番順 | 名前                 | 得点計 | ザコシ | 野田 | 小籔 | バカリ | 陣内 |
| ------ | -------------------- | ------ | ------ | ---- | ---- | ------ | ---- |
| 1      | kento fukaya         | 449    | 90     | 90   | 92   | 84     | 93   |
| 2      | お見送り芸人しんいち | 463    | 93     | 95   | 94   | 89     | 92   |
| 3      | Yes!アキト           | 447    | 90     | 90   | 92   | 87     | 88   |
| 4      | 吉住                 | 463    | 91     | 93   | 97   | 91     | 91   |
| 5      | サツマカワRPG        | 459    | 91     | 96   | 94   | 88     | 90   |
| 6      | ZAZY                 | 464    | 95     | 96   | 98   | 86     | 89   |
| 7      | 寺田寛明             | 451    | 90     | 92   | 94   | 85     | 90   |
| 8      | 金の国 渡部おにぎり  | 463    | 93     | 94   | 93   | 90     | 93   |

| 名前                 | 得票数 | ザコシ | 野田 | 小籔 | バカリ | 陣内 |
| -------------------- | ------ | ------ | ---- | ---- | ------ | ---- |
| お見送り芸人しんいち | 3      | ★      | ★    |      |        | ★    |
| 吉住                 | 2      |        |      | ★    | ★      |      |
| 金の国 渡部おにぎり  | 0      |        |      |      |        |      |

| 出番順 | 名前                 | 得票数 | ザコシ | 野田 | 小籔 | バカリ | 陣内 |
| ------ | -------------------- | ------ | ------ | ---- | ---- | ------ | ---- |
| 先攻   | お見送り芸人しんいち | 3      | ★      | ★    |      | ★      |      |
| 後攻   | ZAZY                 | 2      |        |      | ★    |        | ★    |

備考
- 準決勝に芸人審査員を導入。この回では決勝進出経験が多数あるルシファー吉岡と、昨年開催された『R-1ぐらんぷりクラシック』にてMVピンに輝いたヒューマン中村が担当した。
- 決勝進出者が8人（正規進出7人+敗者復活1人）に減少し、ファイナルステージに進むのはファーストステージ得点の上位2人となった。正規の決勝進出者とファイナルステージ進出者の枠はそれぞれ過去最少である。
- 吉本からの決勝進出者が2人と過去最少で、さらに各事務所から1人ずつの進出となった[注 30]。これはR-1グランプリ・M-1グランプリ・キングオブコントの主要賞レースにおいては初めてのケースである。
  - ケイダッシュステージ所属芸人（サツマカワRPG）の決勝進出は第11回（2013年）の岸学以来、9年ぶりである。
- 今回の決勝進出者は全員がシードでの出場。ノーシードからの決勝進出者が出なかったのは、全員が初進出となる第1回を除くと今回が初。
- 決勝進出経験のある4人はいずれも連続出場となり、返り咲きはいなかった。
- 決勝進出者のネタ順決定方法が全員一斉の抽選となり、敗者復活者のネタ順は正規の決勝進出者が引かずに余った順番が割り当てられるようになった。
- 復活ステージの開催日が決勝当日から前日に変更された。また、YouTube上での生配信（アーカイブは投票締め切りの翌日午前9時まで公開→大会終了後5/31まで再公開）を視聴してネットで投票する形式になった。ただし投票できるのは1人1票のみである。
  - また、復活ステージ勝者の発表はこれまでの生放送中から当日朝に公式Twitter・サイトに発表する形となった。これに伴い、簡易的ながら復活ステージ勝者の紹介VTRが導入された[注 31]。
- 総投票数59,843票のうち、18,170票と全体の約3割の得票数を獲得したYes!アキトが復活ステージ勝者となった[28]。サンミュージックプロダクション所属芸人の決勝進出は、第14回（2016年）の小島よしお以来6年ぶりである[注 32]。
- 審査員が5人に減少。視聴者投票も廃止され、ファイナルステージは面白かった方に1票を投じる決選投票に変更された。
  - バカリズムと小籔千豊が初めて審査員として出演した。
  - 第13回（2015年）以来、7年ぶりに女性審査員の出演がなかった。
- 例年は19時に放送開始となるが、今回のみ20時に変更。ただし、尺は変わらず2時間となる（厳密には120分→114分となり、6分短縮）。
- 決勝進出者のキャッチコピーの読み上げが廃止され、VTR中盤に表示されるようになった。また、ファイナルステージでファーストステージの映像を使用した紹介VTRが流れるようになった。
- kento fukayaは陣内から最高評価を受けた一方で、他の4人から最低評価をつけられている。100点満点の審査で審査員別の評点が発表される方式の『R-1』（2008 - 2010年・2021年 - ）、『M-1』、『KOC』（2015年 - ）を通して、全ての審査員から最高評価及び最低評価の両方を受けたケースは初めてである[注 33]。
- ファーストステージで、お見送り芸人しんいち・吉住・金の国 渡部おにぎりが、463点で同率2位に並んだため、審査員5人による決選投票が行われた。結果、しんいち3票（ザコシ・野田・陣内）、吉住2票（小籔・バカリ）、渡部0票となり、お見送り芸人しんいちが最終決戦に進出となった。
  - 『R-1』『M-1』『KOC』を通して、採点制で優勝やファイナルステージ進出などに影響を及ぼす順位（暫定を含む）に3組が同率で並ぶのは初めてのケースである[注 34]。
- グレープカンパニー所属芸人（お見送り芸人しんいち）が初めて決勝進出、さらに初の優勝を果たした。
  - 第15回（2017年）以来、5年ぶりに吉本興業以外の所属芸人が優勝した。

### 第21回（2023年）
| 順位 | 名前 所属事務所                              | No.  | 決勝進出歴        | キャッチコピー      | ファースト | ファースト | ファイナル | ファイナル |
| 順位 | 名前 所属事務所                              | No.  | 決勝進出歴        | キャッチコピー      | 出番       | 得点       | 出番       | 得票       |
| ---- | -------------------------------------------- | ---- | ----------------- | ------------------- | ---------- | ---------- | ---------- | ---------- |
| 優勝 | 田津原理音 吉本興業                          | 3551 | 初進出            | フリップの境界線    | 7番        | 470点      | 先攻       | 3票        |
| 2位  | コットン きょん 吉本興業                     | 1920 | 初進出 ノーシード | コットン代表        | 8番        | 468点      | 後攻       | 2票        |
| 3位  | 寺田寛明 マセキ芸能社                        | 3556 | 3年連続 3回目     | 日本語の面白さ      | 2番        | 464点      |            |            |
| 4位  | サツマカワRPG ケイダッシュステージ           | 3554 | 2年連続 2回目     | サツマカワ純度100%  | 4番        | 462点      |            |            |
| 4位  | こたけ正義感 ワタナベエンターテインメント    | 2760 | 初進出 ノーシード | （復活ステージ1位） | 6番        | 462点      |            |            |
| 6位  | カベポスター 永見 吉本興業                   | 3548 | 初進出            | ピンネタ＞漫才      | 5番        | 460点      |            |            |
| 7位  | Yes!アキト サンミュージックプロダクション    | 3564 | 2年連続 2回目     | New!アキト          | 1番        | 456点      |            |            |
| 8位  | ラパルフェ 都留 ワタナベエンターテインメント | 2642 | 初進出 ノーシード | モノマネ×コント     | 3番        | 451点      |            |            |

| 出番順 | 名前              | 得点計 | ザコシ | 野田 | 小籔 | バカリ | 陣内 |
| ------ | ----------------- | ------ | ------ | ---- | ---- | ------ | ---- |
| 1      | Yes!アキト        | 456    | 91     | 94   | 93   | 88     | 90   |
| 2      | 寺田寛明          | 464    | 90     | 94   | 94   | 92     | 94   |
| 3      | ラパルフェ 都留   | 451    | 94     | 91   | 90   | 87     | 89   |
| 4      | サツマカワRPG     | 462    | 92     | 93   | 96   | 90     | 91   |
| 5      | カベポスター 永見 | 460    | 93     | 96   | 97   | 86     | 88   |
| 6      | こたけ正義感      | 462    | 93     | 93   | 92   | 91     | 93   |
| 7      | 田津原理音        | 470    | 96     | 96   | 97   | 89     | 92   |
| 8      | コットン きょん   | 468    | 95     | 92   | 96   | 90     | 95   |

| 出番順 | 名前            | 得票数 | ザコシ | 野田 | 小籔 | バカリ | 陣内 |
| ------ | --------------- | ------ | ------ | ---- | ---- | ------ | ---- |
| 先攻   | 田津原理音      | 3      | ★      | ★    |      |        | ★    |
| 後攻   | コットン きょん | 2      |        |      | ★    | ★      |      |

備考
- 昨年決勝3位タイの吉住がスケジュールの都合で不参加。同じく昨年決勝3位タイの金の国 渡部おにぎりも不参加、さらにZAZYとkento fukayaも当時のラストイヤー制度により出場権がなかったため、今大会に出場した昨年の決勝進出者は3人（サツマカワRPG、寺田寛明、Yes!アキト）のみとなった。この3人は全員決勝に進出している。
  - 上記3人以外の決勝進出経験者のうち、準決勝に進出したのは森本サイダーのみで、リニューアル前の決勝進出者は全員準々決勝までに敗退している。
- 準決勝の芸人審査員は、決勝進出経験が多数あるおいでやす小田、昨年の優勝者であるお見送り芸人しんいち、準優勝者のZAZYが担当。
- 『R-1』史上初めて、2年連続で返り咲きの決勝進出者が出なかった。
- 第12回（2014年）以来、9年ぶりに女性の決勝進出者が出なかった。
- 復活ステージは、前回と同じく決勝前日（3月3日（金））に開催。投票方法は復活ステージ終了後にTVerにて配信されるネタ動画を見て面白いと思った出場者に対してサイト内の「おもしろイイね!」ボタンを押す形で投票する方式となる。
  - 「おもしろイイね!」ボタンは1人につき各出場者に1票ずつ投票することができ、獲得数が最も多かった1人が決勝進出となる。
  - 復活ステージ勝者の発表は、決勝当日の夕方に放送される決勝直前番組並びに公式SNSでの発表に変更された。
  - 決勝直前番組では終盤の生放送パートでフジテレビ前の特設ステージから出場者が中継で出演。復活ステージ上位5人が2年ぶりに発表された。また、上位5人をノーシードの出場者が独占した。
    - 1位 - こたけ正義感
    - 2位 - 赤木裕
    - 3位 - エルフ 荒川
    - 4位 - ヨネダ2000 誠
    - 5位 - ケビンス 山口コンボイ

  - 第19回（2021年）から3年連続で、敗者復活戦の出順が2番目の芸人が決勝に進出した（第19回：マツモトクラブ、第20回：Yes!アキト、第21回：こたけ正義感）。
- この回から最終予選[注 35]で、優勝経験者の濱田祐太郎が司会を務めるようになった。
- この回から『ENGEIグランドスラム』（同日21:00 - 23:10放送）と連続で生放送され、『R-1』の優勝者が『ENGEI』でネタを披露するようになった。
- 『R-1』『M-1』『KOC』の主要賞レースを通して、2人の審査員（野田、小籔）から最高評価を受けた芸人（カベポスター 永見）が6位に終わったのは初めてのケースである。
  - また、永見は今大会の最高評点（小籔から97点）と最低評点（バカリズムから86点）を同時に受けた。
- ファーストステージが総当たり形式の『R-1』で、初めてファーストステージ1位通過の芸人が優勝した。
- 第19回（2021年）と同様、スタッフ側の不手際が見られた。
  - Yes!アキトの得点発表時、一瞬だけ「田津原理音 470点」と表示される場面があった。その後、実際に田津原が470点を獲得し優勝したため、「あらかじめ優勝者を決定していた」のではないかとしてやらせを疑う声が上がった。関西テレビ放送は3月6日に声明を発表し、表示されたのはリハーサル時に動作確認で使用した仮データであり、「実際の得点と合致したのは完全な偶然」であるとして制作側の不手際を陳謝した[30][31]。
    - 審査員の陣内は3月6日に自身のTwitterでやらせ疑惑を否定し[32][33]、同じく審査員である野田も3月9日深夜に放送された『マヂカルラブリーのオールナイトニッポン0』にて、スタッフの責任を指摘しつつ「審査員にやらせをさせる力はない」と述べた[34]。
    - 永見を除く決勝進出者7人は、3月8日に怪奇!YesどんぐりRPGのYouTubeチャンネルで公開された動画に出演し、やらせ疑惑を笑いをまじえつつ否定した[35][36][注 36]。唯一動画に出演しなかった永見も、あたかも出演していたかのように自らを合成した動画を自身のTwitterに投稿している[39]。

  - ラパルフェ 都留の得点発表時、モニター上に誤った点数「450点」が表示された[30]。
  - 寺田寛明の紹介VTRにおいて、最後に前年度の写真とエントリーナンバーが表示されるミスがあった[40]。また、決勝進出者発表直後に公式サイトで寺田の名前が「信亮」と誤表記されていた。
- 前年12月に放映された『M-1グランプリ2022』において、優勝したウエストランドがネタの中で「R-1には夢がない」旨発言し、話題となった。これに対し、R-1側は「R-1にも夢がある」ことをしきりにアピールし、放送前のPVや番組内のVTRなどにおいても「夢」というキーワードが多用された[41][42][43][44]。

### 第22回（2024年）
| 順位 | 名前 所属事務所                           | No.  | 決勝進出歴        | ファースト | ファースト | ファイナル | ファイナル |
| 順位 | 名前 所属事務所                           | No.  | 決勝進出歴        | 出番       | 得点       | 出番       | 得票       |
| ---- | ----------------------------------------- | ---- | ----------------- | ---------- | ---------- | ---------- | ---------- |
| 優勝 | 街裏ぴんく トゥインクル・コーポレーション | 2371 | 初進出            | 3番        | 471点      | 2番        | 3票        |
| 2位  | 吉住 プロダクション人力舎                 | 2683 | 2年ぶり 3回目     | 7番        | 470点      | 1番        | 2票        |
| 3位  | ルシファー吉岡 マセキ芸能社               | 2145 | 4年ぶり 6回目     | 2番        | 475点      | 3番        | 0票        |
| 4位  | 真輝志 吉本興業                           | 1226 | 初進出            | 1番        | 458点      |            |            |
| 4位  | どくさいスイッチ企画 アマチュア           | 10   | 初進出 ノーシード | 9番        | 458点      |            |            |
| 6位  | サツマカワRPG ケイダッシュステージ        | 3752 | 3年連続 3回目     | 6番        | 457点      |            |            |
| 7位  | 寺田寛明 マセキ芸能社                     | 1031 | 4年連続 4回目     | 5番        | 455点      |            |            |
| 8位  | kento fukaya 吉本興業                     | 1870 | 2年ぶり 3回目     | 4番        | 452点      |            |            |
| 9位  | トンツカタンお抹茶 プロダクション人力舎   | 2678 | 初進出            | 8番        | 448点      |            |            |

| 出番順 | 名前                 | 得点計 | ザコシ | 野田 | 小籔 | バカリ | 陣内 |
| ------ | -------------------- | ------ | ------ | ---- | ---- | ------ | ---- |
| 1      | 真輝志               | 458    | 90     | 92   | 94   | 91     | 91   |
| 2      | ルシファー吉岡       | 475    | 95     | 95   | 95   | 94     | 96   |
| 3      | 街裏ぴんく           | 471    | 96     | 94   | 95   | 92     | 94   |
| 4      | kento fukaya         | 452    | 90     | 91   | 93   | 88     | 90   |
| 5      | 寺田寛明             | 455    | 90     | 92   | 92   | 89     | 92   |
| 6      | サツマカワRPG        | 457    | 91     | 90   | 92   | 93     | 91   |
| 7      | 吉住                 | 470    | 91     | 94   | 94   | 96     | 95   |
| 8      | トンツカタンお抹茶   | 448    | 92     | 89   | 92   | 86     | 89   |
| 9      | どくさいスイッチ企画 | 458    | 91     | 92   | 93   | 90     | 92   |

| 出番順 | 名前           | 得票数 | 陣内 | バカリ | 小籔 | 野田 | ザコシ |
| ------ | -------------- | ------ | ---- | ------ | ---- | ---- | ------ |
| 1      | 吉住           | 2      | ★    | ★      |      |      |        |
| 2      | 街裏ぴんく     | 3      |      |        | ★    | ★    | ★      |
| 3      | ルシファー吉岡 | 0      |      |        |      |      |        |

備考
- 準々決勝・準決勝・決勝のネタ時間が4分に増加した。
- 決勝進出枠を9人に、ファイナルステージ進出枠を3人に拡大[15][注 9]。一方で敗者復活戦（復活ステージ）が第12回（2014年）以来10年ぶりに廃止された[10]。
- 準決勝の芸人審査員は、2連覇を果たしたなだぎ武と、2年連続となるお見送り芸人しんいちが担当[29]。
- 大会史上初めて、アマチュアの出場者（どくさいスイッチ企画）が決勝進出を果たした。
- 吉本からの決勝進出者は過去最少タイの2人で、割合は第20回（2022年）を下回り過去最低となった（22.2%）。さらに第1回以来、実に21大会ぶりに東京吉本からの決勝進出者が現れなかった。
- 3回目以上の決勝進出者が過半数（9人中5人）を占めた。この現象は『M-1』や『KOC』、『THE W』でも起こったことがない。
  - このうち第18回（2020年）までの決勝経験者はルシファー吉岡のみで、他の4人はいずれも第20回（2022年）の決勝進出者である。
- 第6回（2008年）以来、実に16年ぶりに舞台装置が一新された。また、審査員紹介時に舞台装置から審査員が入場するようになった。
- 唯一、決勝進出者のキャッチコピーが無い回である。一部の紹介VTRに過去のキャッチコピーを意識したテロップやナレーションは含まれていたが、前々回・前回のようなテロップでのキャッチコピーの表示はされなかった。また、第20回（2022年）以降で唯一、ファイナルステージの紹介VTRが無い回でもある。
- 吉住の得点発表後、真輝志の敗退コメントが無かったというトラブルがあったが、トンツカタンお抹茶の得点発表後に改めて敗退コメントを聞く形で対処された。
- 8人目と9人目の得点発表時、暫定7位（kento fukaya）の点数が「450点」と表示される不具合が発生した。TVerの見逃し配信では、該当部分の映像を差し替える形で対処されている[45]。
- 第15回（2017年）以来7年ぶりに、上位3人全員が吉本以外の事務所所属の芸人になった。
- ファイナルステージ進出とファーストステージ敗退を分ける順位間の平均差が「2.4点」と、一発勝負を除く採点制では過去最大になった。これはファーストステージ敗退者の最高点と最低点の差（平均2.0点）よりも大きい。
- 大会全体の最高評点が「96点」と、全ての評点が公開された回では過去最低になった。
- バカリズムの最高評点と最低評点の差が「10点」と、1人の審査員の評点差としては第19回（2021年）以降で過去最大になった。
- トゥインクル・コーポレーション所属芸人（街裏ぴんく）が初めて決勝進出、さらに初の優勝を果たした。
  - 第14回（2016年）以来、8年ぶりに芸歴20年目以上の芸人が優勝した。
- トンツカタンお抹茶のネタ内で使用した楽曲に権利上の問題があったとして、TVerおよびLeminoの見逃し配信で当該部分の配信が停止となった[46]。お抹茶の所属事務所より権利問題の詳細が発表され、楽曲の配信元サイト「DOVA-SYNDROME」の規定に沿わない使用方法であったことが説明された。後に当該楽曲の作者が本ネタ用のアレンジ版を作曲し、3月24日のライブで披露された[47][48][49]。

### 第23回（2025年）
| 順位 | 名前 所属事務所             | No.  | 決勝進出歴        | キャッチコピー   | ファースト | ファースト | ファイナル | ファイナル |
| 順位 | 名前 所属事務所             | No.  | 決勝進出歴        | キャッチコピー   | 出番       | 得点       | 出番       | 得票       |
| ---- | --------------------------- | ---- | ----------------- | ---------------- | ---------- | ---------- | ---------- | ---------- |
| 優勝 | 友田オレ GATE               | 2207 | 初進出            | 最年少優勝へ     | 8番        | 662点      | 3番        | 5票        |
| 2位  | ハギノリザードマン フリー   | 1264 | 初進出 ノーシード | I♡小道具         | 4番        | 655点      | 2番        | 2票        |
| 3位  | 田津原理音 吉本興業         | 1731 | 2年ぶり 2回目     | 完全攻略         | 3番        | 654点      | 1番        | 0票        |
| 4位  | ルシファー吉岡 マセキ芸能社 | 3859 | 2年連続 7回目     | 7度目の正直      | 5番        | 651点      |            |            |
| 5位  | チャンス大城 吉本興業       | 3205 | 初進出 ノーシード | チャンス到来     | 2番        | 650点      |            |            |
| 6位  | マツモトクラブ SMA          | 4835 | 4年ぶり 7回目     | ミスター敗者復活 | 9番        | 647点      |            |            |
| 7位  | 吉住 プロダクション人力舎   | 5290 | 2年連続 4回目     | 今度こそコントで | 6番        | 641点      |            |            |
| 8位  | さや香 新山 吉本興業        | 4575 | 初進出 ノーシード | 新山100%         | 7番        | 639点      |            |            |
| 9位  | ヒロ・オクムラ SMA          | 160  | 初進出 ノーシード | 圧倒的話芸       | 1番        | 631点      |            |            |

| 出番順 | 名前               | 得点計 | ザコシ | 佐久間 | 野田 | 小籔 | 友近 | バカリ | 陣内 |
| ------ | ------------------ | ------ | ------ | ------ | ---- | ---- | ---- | ------ | ---- |
| 1      | ヒロ・オクムラ     | 631    | 90     | 91     | 89   | 92   | 91   | 89     | 89   |
| 2      | チャンス大城       | 650    | 96     | 90     | 95   | 92   | 91   | 93     | 93   |
| 3      | 田津原理音         | 654    | 92     | 97     | 93   | 93   | 92   | 91     | 96   |
| 4      | ハギノリザードマン | 655    | 95     | 96     | 96   | 95   | 92   | 90     | 91   |
| 5      | ルシファー吉岡     | 651    | 91     | 94     | 91   | 93   | 95   | 95     | 92   |
| 6      | 吉住               | 641    | 91     | 92     | 90   | 95   | 93   | 90     | 90   |
| 7      | さや香 新山        | 639    | 92     | 89     | 92   | 93   | 91   | 91     | 91   |
| 8      | 友田オレ           | 662    | 92     | 98     | 97   | 96   | 93   | 92     | 94   |
| 9      | マツモトクラブ     | 647    | 91     | 95     | 94   | 93   | 97   | 88     | 89   |

| 出番順 | 名前               | 得票数 | ザコシ | 佐久間 | 野田 | 小籔 | 友近 | バカリ | 陣内 |
| ------ | ------------------ | ------ | ------ | ------ | ---- | ---- | ---- | ------ | ---- |
| 1      | 田津原理音         | 0      |        |        |      |      |      |        |      |
| 2      | ハギノリザードマン | 2      | ★      |        |      |      |      | ★      |      |
| 3      | 友田オレ           | 5      |        | ★      | ★    | ★    | ★    |        | ★    |

備考
- 準決勝の芸人審査員は、前回王者の街裏ぴんくと、2年連続となるなだぎ武が担当。
- 第2回以降で初めて、準決勝初進出からの決勝進出者が過半数を占めた（9人中5人）。
- ルシファー吉岡とマツモトクラブが7回目の決勝進出を果たし、第8回（2010年）であべこうじが樹立した最多決勝進出回数を、実に15年ぶりに更新した。
- チャンス大城が史上最長・最年長となる芸歴35年目・50歳での決勝進出を果たした。
  - マツモトクラブも歴代2位の48歳、ルシファー吉岡も第1回（2002年）のオール阪神と並ぶ45歳での決勝進出である。
  - 決勝進出者の年齢差は過去の決勝進出者全員（23歳差）よりも大きい27歳差で、40代以上の割合も過去最大（44.4%）。
- 決勝審査員が第19回（2021年）以来4年ぶりとなる7人体制になり[16]、佐久間一行が初めて審査員として出演した[50]。
- 友田オレがGATE所属芸人および21世紀生まれ（2001年）として初の決勝進出、さらに芸歴3年目・23歳での優勝を果たし、最短芸歴優勝記録と最年少優勝記録をそれぞれ更新した。
  - 『R-1』『M-1』『KOC』『THE W』を通しても、これまでの最短芸歴優勝記録は『R-1』『KOC』『THE W』の「5年目」、最年少優勝記録は『キングオブコント2015』の西野創人（コロコロチキチキペッパーズ）の「24歳」のため、今回でその両方が更新されたことになる。
- 大会史上初めて、4年連続で決勝初進出者が優勝した。

## 各種記録等
- 「決勝進出」は「サバイバルステージ」および「復活ステージ」からの敗者復活を含む。
- 得点記録は審査方式の変化や審査員の違いを踏まえ、第3回（2005年） - 第8回（2010年）と第20回（2022年）以降に分け、視聴者投票が導入された第19回（2021年）については除外する。また、回によって審査員の人数が異なるため、審査員一人あたりの平均点を優先する。

決勝進出・優勝記録
| 項目                       | 記録    | 記録保持者             | 放送回             |
| -------------------------- | ------- | ---------------------- | ------------------ |
| 優勝回数                   | 2回     | なだぎ武               | 第5,6回            |
| 連続優勝回数               | 2年連続 | なだぎ武               | 第5,6回            |
| 決勝進出回数               | 7回     | マツモトクラブ         | 第13-17,19,23回    |
| 決勝進出回数               | 7回     | ルシファー吉岡         | 第14-18,22,23回    |
| 連続決勝進出回数           | 5年連続 | 友近                   | 第1-5回            |
| 連続決勝進出回数           | 5年連続 | ヒューマン中村         | 第9-13回           |
| 連続決勝進出回数           | 5年連続 | マツモトクラブ         | 第13-17回          |
| 連続決勝進出回数           | 5年連続 | おいでやす小田         | 第14-18回          |
| 連続決勝進出回数           | 5年連続 | ルシファー吉岡         | 第14-18回          |
| 決勝返り咲き回数           | 2回     | 岸学                   | 第7,11回           |
| 決勝返り咲き回数           | 2回     | 三浦マイルド           | 第15,17回          |
| 決勝返り咲き回数           | 2回     | マツモトクラブ         | 第19,23回          |
| ファイナルステージ進出回数 | 4回     | ゆりやんレトリィバァ   | 第13,14,16,19回    |
| 復活ステージ通過回数       | 5回     | マツモトクラブ         | 第13,14,16,17,19回 |
| 最長芸歴優勝記録           | 23年目  | ハリウッドザコシショウ | 第14回             |
| 最長芸歴決勝進出記録       | 35年目  | チャンス大城           | 第23回             |
| 最短芸歴優勝記録           | 3年目   | 友田オレ               | 第23回             |
| 最短芸歴決勝進出記録       | 1年目   | 厚切りジェイソン       | 第13回             |
| 最年長優勝記録             | 42歳    | ハリウッドザコシショウ | 第14回             |
| 最年長優勝記録             | 42歳    | アキラ100%             | 第15回             |
| 最年長決勝進出記録         | 50歳    | チャンス大城           | 第23回             |
| 最年少優勝記録             | 23歳    | 友田オレ               | 第23回             |
| 最年少決勝進出記録         | 22歳    | 高田ぽる子             | 第19回             |

決勝進出回数
- 4回以上進出の芸人を記載。

| 回数 | 名前                 | 放送回          |
| ---- | -------------------- | --------------- |
| 7回  | マツモトクラブ       | 第13-17,19,23回 |
| 7回  | ルシファー吉岡       | 第14-18,22,23回 |
| 6回  | あべこうじ           | 第2-4,6-8回     |
| 6回  | 友近                 | 第1-5,10回      |
| 6回  | ヒューマン中村       | 第9-13,18回     |
| 5回  | COWCOW善し           | 第6-9,13回      |
| 5回  | おいでやす小田       | 第14-18回       |
| 5回  | ゆりやんレトリィバァ | 第13-16,19回    |
| 4回  | 中山功太             | 第3,4,6,7回     |
| 4回  | バカリズム           | 第4,5,7,8回     |
| 4回  | エハラマサヒロ       | 第7,8,13,14回   |
| 4回  | 寺田寛明             | 第19-22回       |
| 4回  | 吉住                 | 第19,20,22,23回 |

得点記録（第20回（2022年）以降）
| 項目                                     | 記録                    | 記録保持者                                                                              | 放送回 |
| ---------------------------------------- | ----------------------- | --------------------------------------------------------------------------------------- | ------ |
| ファーストステージ最高平均点             | 95.00点 （475 / 500点） | ルシファー吉岡                                                                          | 第22回 |
| ファーストステージ最低平均点             | 89.40点 （447 / 500点） | Yes!アキト                                                                              | 第20回 |
| ファイナルステージ進出ボーダー最高平均点 | 94.00点 （470 / 500点） | 吉住                                                                                    | 第22回 |
| ファーストステージ敗退ボーダー最高平均点 | 93.00点 （651 / 700点） | ルシファー吉岡                                                                          | 第23回 |
| ボーダーライン間の最大平均点差           | 2.4点 （12 / 500点）    | 3位：吉住（470点） 4位：真輝志（458点） 4位：どくさいスイッチ企画（458点）              | 第22回 |
| ボーダーライン間の最小平均点差           | 同点                    | 2位：お見送り芸人しんいち（463点） 2位：吉住（463点） 2位：金の国 渡部おにぎり（463点） | 第20回 |

歴代得点ランキング（第3回（2005年） - 第8回（2010年））
- 平均94点以上獲得した芸人を記載。太字はその年で優勝した芸人。

| 順位 | 平均点（得点 / 満点） | 名前           | 放送回 |
| ---- | --------------------- | -------------- | ------ |
| 1位  | 97.57（683 / 700）    | 中山功太       | 第7回  |
| 2位  | 96.42（675 / 700）    | エハラマサヒロ | 第7回  |
| 3位  | 96.00（672 / 700）    | バカリズム     | 第7回  |
| 3位  | 96.00（672 / 700）    | COWCOW山田與志 | 第7回  |
| 5位  | 95.60（478 / 500）    | ほっしゃん。   | 第3回  |
| 6位  | 94.80（474 / 500）    | なだぎ武       | 第6回  |
| 7位  | 94.71（663 / 700）    | あべこうじ     | 第7回  |
| 8位  | 94.60（473 / 500）    | 井上マー       | 第3回  |
| 9位  | 94.57（662 / 700）    | サイクロンZ    | 第7回  |
| 10位 | 94.42（661 / 700）    | なだぎ武       | 第8回  |
| 11位 | 94.40（472 / 500）    | 芋洗坂係長     | 第6回  |
| 12位 | 94.20（471 / 500）    | あべこうじ     | 第3回  |
| 13位 | 94.00（658 / 700）    | あべこうじ     | 第8回  |

歴代得点ランキング（第20回（2022年）以降）
- 平均93点以上獲得した芸人を記載。太字はその年で優勝した芸人。

| 順位 | 平均点（得点 / 満点） | 名前               | 放送回 |
| ---- | --------------------- | ------------------ | ------ |
| 1位  | 95.00（475 / 500）    | ルシファー吉岡     | 第22回 |
| 2位  | 94.57（662 / 700）    | 友田オレ           | 第23回 |
| 3位  | 94.20（471 / 500）    | 街裏ぴんく         | 第22回 |
| 4位  | 94.00（470 / 500）    | 田津原理音         | 第21回 |
| 4位  | 94.00（470 / 500）    | 吉住               | 第22回 |
| 6位  | 93.60（468 / 500）    | コットン きょん    | 第21回 |
| 7位  | 93.57（655 / 700）    | ハギノリザードマン | 第23回 |
| 8位  | 93.43（654 / 700）    | 田津原理音         | 第23回 |
| 9位  | 93.00（651 / 700）    | ルシファー吉岡     | 第23回 |

## 視聴率
| 回                                               | 年     | 関東     | 関西  | 備考          |
| ------------------------------------------------ | ------ | -------- | ----- | ------------- |
| 1                                                | 2002年 | 放送なし | 6.5%  | [ 51 ]        |
| 2                                                | 2004年 | 放送なし | 8.3%  | [ 51 ]        |
| 3                                                | 2005年 | 8.0%     | 10.1% | [ 51 ]        |
| 4                                                | 2006年 | 6.9%     | 9.6%  | [ 52 ]        |
| 5                                                | 2007年 | 7.9%     | 11.8% | [ 51 ]        |
| 6                                                | 2008年 | 8.3%     | 15.7% | [ 53 ]        |
| 7                                                | 2009年 | 14.1%    | 16.1% | [ 54 ]        |
| 8                                                | 2010年 | 14.3%    | 19.0% | [ 54 ]        |
| 9                                                | 2011年 | 13.9%    | 14.1% | [ 54 ]        |
| 10                                               | 2012年 | 11.3%    | 18.4% | [ 51 ]        |
| 11                                               | 2013年 | 11.6%    | 17.7% | [ 51 ]        |
| 12                                               | 2014年 | 7.2%     | 11.9% | [ 52 ]        |
| 13                                               | 2015年 | 10.2%    | 14.7% | [ 55 ] [ 56 ] |
| 14                                               | 2016年 | 11.8%    | 12.3% | [ 54 ]        |
| 15                                               | 2017年 | 9.2%     | 13.8% | [ 56 ]        |
| 16                                               | 2018年 | 8.3%     | 11.2% | [ 56 ]        |
| 17                                               | 2019年 | 9.3%     | 15.3% | [ 56 ]        |
| 18                                               | 2020年 | 7.1%     | 10.3% | [ 57 ]        |
| 19                                               | 2021年 | 6.6%     | 10.6% | [ 58 ]        |
| 20                                               | 2022年 | 6.3%     | 10.2% | [ 59 ]        |
| 21                                               | 2023年 | 5.8%     | 9.5%  | [ 60 ]        |
| 22                                               | 2024年 | 5.2%     | 不明  | [ 61 ]        |
| 23                                               | 2025年 | 不明     | 不明  |               |
| （数値はビデオリサーチ調べ、世帯・リアルタイム） |        |          |       |               |

## DVD
2006年大会以降、年度毎の大会の模様を収めたDVDが「よしもとアール・アンド・シー」より販売されている。基本的に内容は決勝の模様を中心に収録されているが、2006年大会と2010年大会は決勝の内容は収録されず、各芸人によるテレビ未公開の予選で行われたネタを中心に収録された。2013年大会まではDVDが発売されていたが、2014年大会以降は発売されておらず、理由は不明。
- R-1ぐらんぷり2006（2006年7月26日発売）
- R-1ぐらんぷり2007（2007年7月25日発売）
- R-1ぐらんぷり2008（2008年9月24日発売）
- R-1ぐらんぷり2009（2010年2月3日発売）
- R-1ぐらんぷり2010 DVDオリジナルセレクション 門外不出の爆笑ネタ集!（2010年10月6日発売）
- R-1ぐらんぷり2011（2011年8月24日発売）
- 10thアニバーサリー R-1ぐらんぷり2012（2012年9月19日発売）
- R-1ぐらんぷり2013（2013年7月3日発売）

## ネット配信
2021年3月初旬より動画配信サービス「U-NEXT」にて、第1回（2002年）から第18回（2020年）までの決勝が配信されている。第19回（2021年）についても放送後に配信されたが、現在は配信終了している。
第20回（2022年）はファーストステージと復活ステージの全ネタ、第21回（2023年）は決勝の全ネタと勝者を除く復活ステージのネタがYouTubeにて、第22回（2024年）は決勝の全ネタがLeminoにて、それぞれ期間限定で配信。また、第21回（2023年）・第22回（2024年）ではTVerにて決勝の見逃し配信が1週間限定で、第23回（2025年）では同じくTVerにて2週間限定で行われた。
ネット配信では楽曲やキャラクターの著作権などにより、一部または全てのシーンがカットされているネタが存在する。

## 番組使用曲
- バレる！ - Creepy Nuts[63]（第19回以降：番組テーマ曲）
  - 第19回では頻繁に使用されたが、第20回以降ではごく一部場面（オープニングVTRなど）での使用に留められている。
- さらば愛しきストレンジャー - PE'Z（第13回 - 第18回：番組テーマ曲、第20回以降：裏生実況会場との中継・他）
- Speed Up - POLYSICS（第22回以降：決勝進出者紹介冒頭ジングル）
- HABANERO - the telephones（第22回以降：決勝進出者紹介VTR）
- Redo - 鈴木このみ（第20回以降：ネタ終了ジングル）

### 過去に使用された曲
- BE MY BABY - COMPLEX（第4回 - 第15回：番組テーマ曲）
- ロックンロール・キャバレー - カルメラ（第13回 - 第18回：オープニング・決勝進出者紹介VTR）
- シュガー・ラッシュの天王山 - 映画『シュガー・ラッシュ』より（第13回 - 第19回：復活ステージ勝者発表）
  - 途中の数秒のみ使用。
- 英雄の証 - PlayStation 2用ソフト『モンスターハンター』より（第20回：オープニング・最終審査発表）
- Light Blue Soldier - SOIL&"PIMP"SESSIONS feat.MIYAVI（第20回・第21回：決勝進出者紹介VTR）
- my ID - Void_Chords feat. Ryohei & Foggy-D（第20回・第21回：出囃子）
  - 最後部の数秒のみ使用。
- 2EM29_E5 - 映画『ヱヴァンゲリヲン新劇場版:破』より（第20回・第21回：ファーストステージ得点発表）
  - 冒頭と最後部の数秒ずつのみ使用。
- 2EM13_EM20_Alterna - 映画『ヱヴァンゲリヲン新劇場版:破』より（第20回：ファーストステージ得点発表）

## ネット局
| 放送対象地域   | 放送局                    | 系列                                         | ネット状況 |
| -------------- | ------------------------- | -------------------------------------------- | ---------- |
| 近畿広域圏     | 関西テレビ（KTV）         | フジテレビ系列                               | 【制作局】 |
| 関東広域圏     | フジテレビ（CX）          | フジテレビ系列                               | 同時ネット |
| 北海道         | 北海道文化放送（uhb）     | フジテレビ系列                               | 同時ネット |
| 岩手県         | 岩手めんこいテレビ（mit） | フジテレビ系列                               | 同時ネット |
| 宮城県         | 仙台放送（OX）            | フジテレビ系列                               | 同時ネット |
| 秋田県         | 秋田テレビ（AKT）         | フジテレビ系列                               | 同時ネット |
| 山形県         | さくらんぼテレビ（SAY）   | フジテレビ系列                               | 同時ネット |
| 福島県         | 福島テレビ（FTV）         | フジテレビ系列                               | 同時ネット |
| 新潟県         | NST新潟総合テレビ（NST）  | フジテレビ系列                               | 同時ネット |
| 長野県         | 長野放送（NBS）           | フジテレビ系列                               | 同時ネット |
| 静岡県         | テレビ静岡（SUT）         | フジテレビ系列                               | 同時ネット |
| 中京広域圏     | 東海テレビ（THK）         | フジテレビ系列                               | 同時ネット |
| 富山県         | 富山テレビ（BBT）         | フジテレビ系列                               | 同時ネット |
| 石川県         | 石川テレビ（ITC）         | フジテレビ系列                               | 同時ネット |
| 福井県         | 福井テレビ（FTB）         | フジテレビ系列                               | 同時ネット |
| 島根県・鳥取県 | さんいん中央テレビ（TSK） | フジテレビ系列                               | 同時ネット |
| 岡山県・香川県 | 岡山放送（OHK）           | フジテレビ系列                               | 同時ネット |
| 広島県         | テレビ新広島（tss）       | フジテレビ系列                               | 同時ネット |
| 愛媛県         | テレビ愛媛（EBC）         | フジテレビ系列                               | 同時ネット |
| 高知県         | 高知さんさんテレビ（KSS） | フジテレビ系列                               | 同時ネット |
| 福岡県         | テレビ西日本（TNC）       | フジテレビ系列                               | 同時ネット |
| 佐賀県         | サガテレビ（STS）         | フジテレビ系列                               | 同時ネット |
| 長崎県         | テレビ長崎（KTN）         | フジテレビ系列                               | 同時ネット |
| 熊本県         | テレビくまもと（TKU）     | フジテレビ系列                               | 同時ネット |
| 宮崎県         | テレビ宮崎（UMK）         | フジテレビ系列 日本テレビ系列 テレビ朝日系列 | 同時ネット |
| 鹿児島県       | 鹿児島テレビ（KTS）       | フジテレビ系列                               | 同時ネット |
| 沖縄県         | 沖縄テレビ（OTV）         | フジテレビ系列                               | 同時ネット |
| 青森県         | 青森朝日放送（ABA）       | テレビ朝日系列                               | 遅れネット |
| 大分県         | テレビ大分（TOS）         | 日本テレビ系列 フジテレビ系列                | 遅れネット |

## 関連イベント・番組

### 優勝者特番
第11回大会（2013年）より副賞として優勝者に与えられる冠特番。
制作：関西テレビ、放送：フジテレビ系列。
| 回           | タイトル                                                                                               | 主演                           | 放送日         |
| ------------ | --- | ------------------------------ | -------------- |
| 11（2013年） | 三浦マイルド イケてる芸人になりたい!                                                                   | 三浦マイルド                   | 2013年8月19日  |
| 12（2014年） | やまもとまさみのオモシロイやつ〜!                                                                      | やまもとまさみ                 | 2014年6月9日   |
| 13（2015年） | じゅんいちダビッドソンのミラノで伸びシロ見つけました                                                   | じゅんいちダビッドソン         | 2015年5月18日  |
| 14（2016年） | 売れてる奴らに学ぶ!ハリウッドザコシショウテレビの掟                                                    | ハリウッドザコシショウ         | 2016年6月13日  |
| 15（2017年） | アキラ100% 裸一貫!ニューヨークに行って参りました!                                                      | アキラ100%                     | 2017年5月29日  |
| 16（2018年） | 濱田祐太郎のした事ないこと!                                                                            | 濱田祐太郎                     | 2018年6月4日   |
| 17（2019年） | 霜降り明星・粗品が今一番やりたい企画TV 〜R-1ぐらんぷり2019優勝者特番〜                                 | 霜降り明星 粗品                | 2019年7月15日  |
| 18（2020年） | 野田クリスタルの芸能界生き残りクエスト 〜憧れのアッコさんにゲーム作りました〜                          | マヂカルラブリー野田クリスタル | 2020年10月12日 |
| 19（2021年） | ゆりやんと七人のツッコミ                                                                               | ゆりやんレトリィバァ           | 2021年6月27日  |
| 20（2022年） | お見送り芸人しんいちのコラボ・ザ・ベストテン 〜一夜限りの大音楽祭!?〜                                  | お見送り芸人しんいち           | 2022年6月19日  |
| 21（2023年） | 祝R-1グランプリ優勝 絶景!珍景!?田津原理音のザ・激写コレクション 〜決定的瞬間をカードにしちゃいました〜 | 田津原理音                     | 2023年6月25日  |
| 22（2024年） | 街裏ぴんくの職業・漫談家 絶対おもろいって言わせたんねん!                                               | 街裏ぴんく                     | 2024年6月23日  |
| 23（2025年） | R-1王者友田オレ特番 歌い続けて42年風間和彦1時間SP                                                      | 友田オレ                       | 2025年6月22日  |

### 反省会
第17回大会から実施（第21回大会を除く）。決勝終了直後のファイナリストたちによる反省会。一部の回は業界関係者へオファーのアピールを兼ねており、生放送中に入った仕事スケジュールの数を表示するパネルを設置し、番組の最後に発表した。

### R-1アマチュア動画ぐらんぷり
プロアマ分離大会となった第17回（2019年）大会と第18回（2020年）大会で行われた、1分間のネタ動画の視聴者数によるコンテスト。優勝者には賞金50万円が贈呈された。

### R-1ぐらんぷりクラシック
第19回（2021年）大会では、レギュレーションの変更により出場資格を失った芸歴11年以上でこれまでの大会で準決勝以上に進出した芸人によるイベント『R-1ぐらんぷりクラシック 〜集え！歴戦の勇士たち〜』をR-1グランプリ放送前日（3月6日（土））に開催。会場は決勝と同じくCOOL JAPAN PARK OSAKAで、U-NEXTやオンラインチケットよしもとでのオンライン生配信も併せて行われた。全てのネタが終了後、会場審査によりこの日1番面白かった芸人「MVP（エムブイピン）」が決定し、賞金50万円が贈呈された。

### R-1フェス2022〜ピン芸と音楽の祭典〜
2002年から開催されているR-1グランプリが今回で20回目を迎えたことから、ピン芸では欠かせない「音楽」と「笑い」を融合させた新たなコンテンツとして3月3日（木）から放送当日である3月6日（日）の4日間にわたって行われた。
会場は、大阪・東京の2つの会場で大阪会場からピン芸、東京会場からは音楽ライブを行う。それぞれの会場から中継を結んでどちらのライブパフォーマンスも楽しむことができる他、オンライン配信も行われるためチケットぴあ・FANYチケットより配信チケットも販売された。

### R-1グランプリ2023直前サミット
正式タイトルは「R-1グランプリ2023直前サミット!チャンピオン&レジェンド&お客さんが本気予想!ネタもトークも満載の激熱ピンピン祭り!」。決勝当日の13:30に時事通信ホールで開演され、歴代王者やファイナリスト経験者が出演した。

### R-1グランプリ2023ライブビューイング
正式タイトルは「新王者決定の瞬間を一緒に見ようぜ! R-1グランプリ2023ライブビューイング」。上記のイベントから通す形で、決勝当日の18:45に時事通信ホールで開演された。